# Standseilbahn

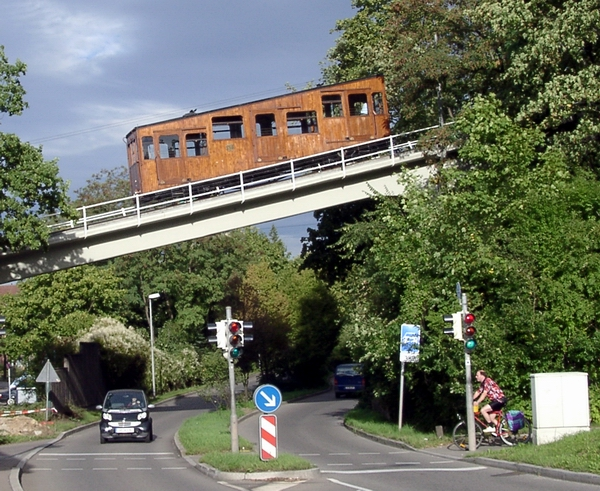
Standseilbahn Stuttgart zum Waldfriedhof

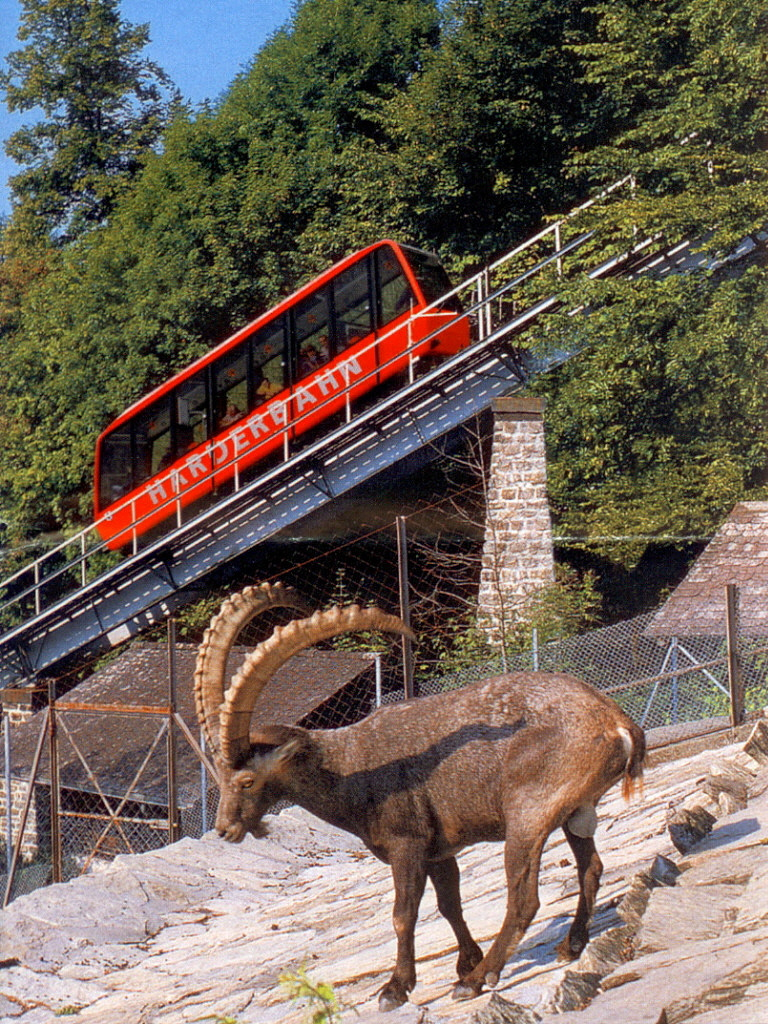
Harderbahn bei Interlaken

Eine Standseilbahn ist eine Seilbahn, bei der die Wagen auf Schienen oder anderen festen Führungen fahren und im Unterschied zu Luftseilbahnen durch ein oder mehrere Seile gezogen – nicht getragen – werden. Mit diesem Verkehrsmittel können auf kurzer Strecke beträchtliche Höhenunterschiede überwunden werden. Bei Bergstrecken verkehren üblicherweise zwei Wagen oder Wagengruppen, die fest mit einem Drahtseil verbunden sind, das in der Bergstation über eine Seilscheibe geführt wird. Die beiden Wagen oder Wagengruppen am Drahtseil halten sich ungefähr im Gleichgewicht, so dass für den Antrieb der Bahn nur kleine Kräfte aufgebracht werden müssen. Der Antrieb erfolgte früher oft durch Wasserballast (Wasserballastbahn), heute meistens durch einen Elektromotor, der auf die Seilscheibe in der Bergstation wirkt. Bei den meisten Bahnen begegnet der talwärts fahrende Wagen dem bergwärts fahrenden Wagen in der Mitte der Strecke, wo eine Ausweichstelle angelegt ist. Kürzere Strecken sind alternativ oft zweigleisig angelegt.
Ebenfalls zu den Standseilbahnen gehören Sonderbauformen mit nur einem Wagen und einem Gegengewicht oder einer Seiltrommel, meist als Schrägaufzüge oder Windenbahnen bezeichnet.
Ältere, teilweise synonyme Bezeichnungen für Standseilbahn sind Seileisenbahn, Drahtseilbahn, Schienenseilbahn und Seilstandbahn.
Von der Standseilbahn zu unterscheiden sind die Kabelbahnen, bei denen die Wagen für Verkehrshalte und beim Wenden an den Streckenenden vom Zugseil ab- und angekuppelt werden. Beispiele sind die San Francisco Cable Cars oder die Mini-Metro.

## Geschichte

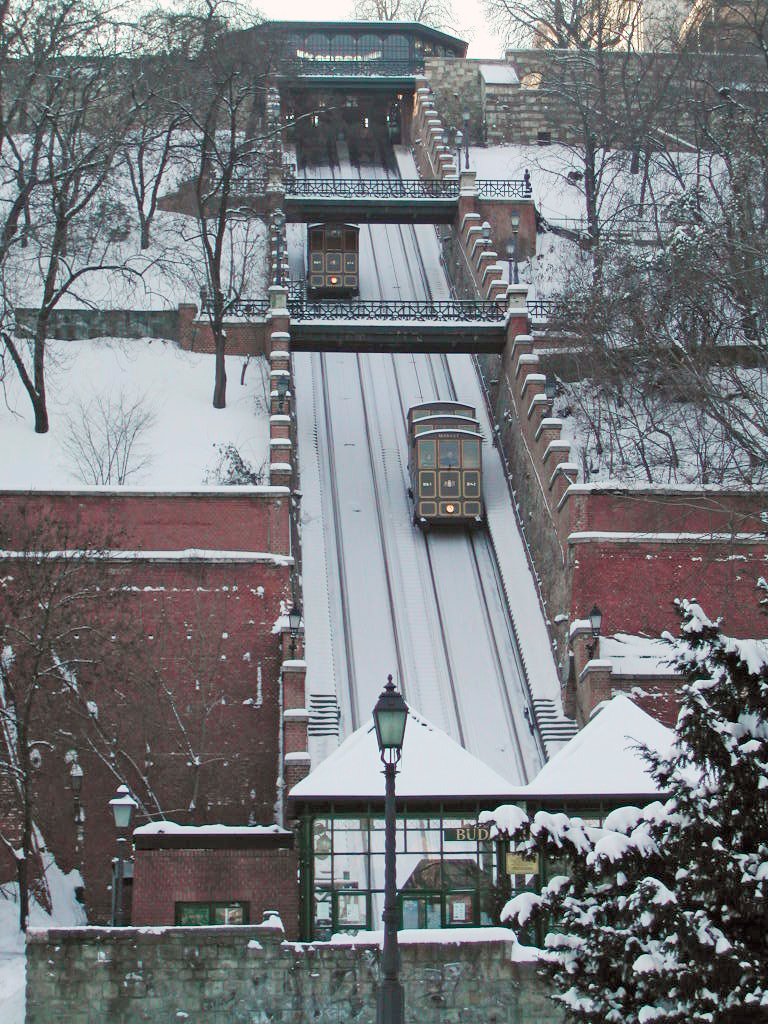
Die Budavári Sikló in Budapest wurde 1870 eröffnet. Sie ist die älteste noch in Betrieb stehende Standseilbahn in Europa.

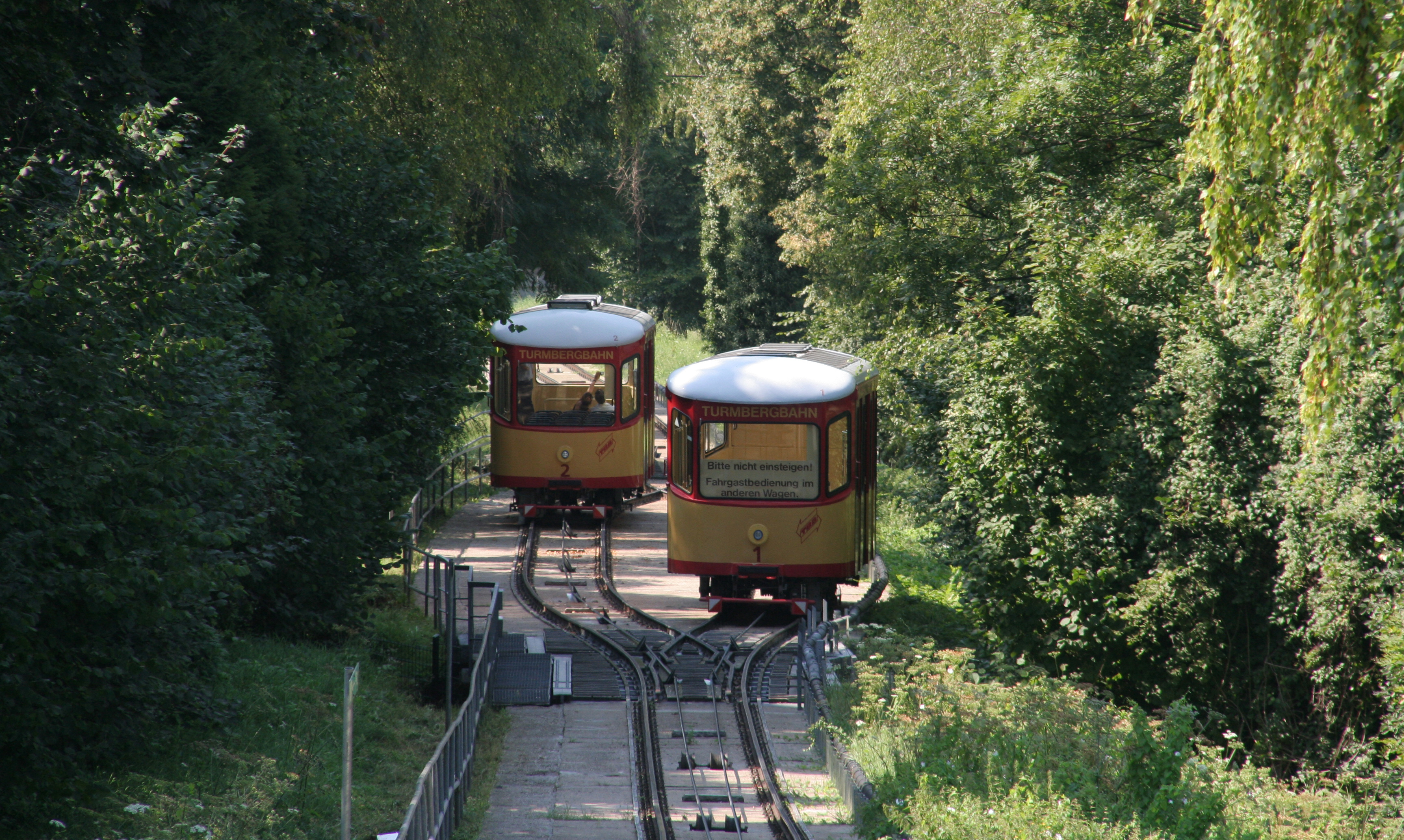
Die Turmbergbahn ist die älteste noch in Betrieb stehende Standseilbahn Deutschlands.

In einem militärischen Feuerwerksbuch des Jahres 1411 wurde erstmals eine Standseilbahn beschrieben. Die frühen Standseilbahnen dienten im Wesentlichen dem Transport von Material und Personen zu Burganlagen auf steilen Bergkuppen. Die älteste erhaltene Standseilbahn der Welt dürfte der um 1495 errichtete Reißzug auf die Festung Hohensalzburg sein. Spätere Standseilbahnen entstanden vielfach als Schiffshebewerke im frühen 19. Jahrhundert im Kanalbau in Amerika.
Als älteste dem Personentransport dienende Standseilbahn zählt die 1845 eröffnete Wasserballastbahn Prospect Park Incline Railway bei den Niagarafällen in den Vereinigten Staaten. In Europa verkehrte 1862 die erste Standseilbahn in Lyon auf der Strecke Rue Terme–Croix Rousse, die 1967 stillgelegt und durch eine Straße ersetzt wurde. Die älteste auf originalem Gleis und Trasse verkehrende Standseilbahn Europas ist die seit 1870 verkehrende Budavári Sikló in Budapest. Die älteste unterirdische Standseilbahn, und die erste U-Bahn außerhalb Londons, ist der 1875 eröffnete Tünel (dt. Tunnel) in Istanbul.
Frühe Standseilbahnen wurden als Wasserballastbahnen gebaut, wobei aber auch stationäre Dampfmaschinen zum Einsatz kamen (Beispiele: Schloßbergbahn in Budapest mit Antrieb in der Talstation, Rue Terme–Croix Rousse in Lyon mit Antrieb in der Bergstation).
Eine der ersten elektrisch angetriebenen Standseilbahnen war die 1888 eröffnete Bürgenstock-Bahn, wo kein Wasser in der Bergstation zur Verfügung stand. Der Antrieb schien sich zu bewähren, sodass der gleiche Bauherr auch die Stanserhorn-Bahn und die San-Salvatore-Bahn als elektrische Standseilbahnen in Auftrag gab. Am Anfang des 20. Jahrhunderts wurden viele Wasserballastbahnen auf elektrischen Antrieb umgestellt. Der elektrische Betrieb erlaubte leichtere Wagen, die kleinere Bremskräfte benötigen und deshalb auch schneller fahren konnten, so dass die Transportkapazität der Bahn gesteigert werden konnte.

### Deutschland

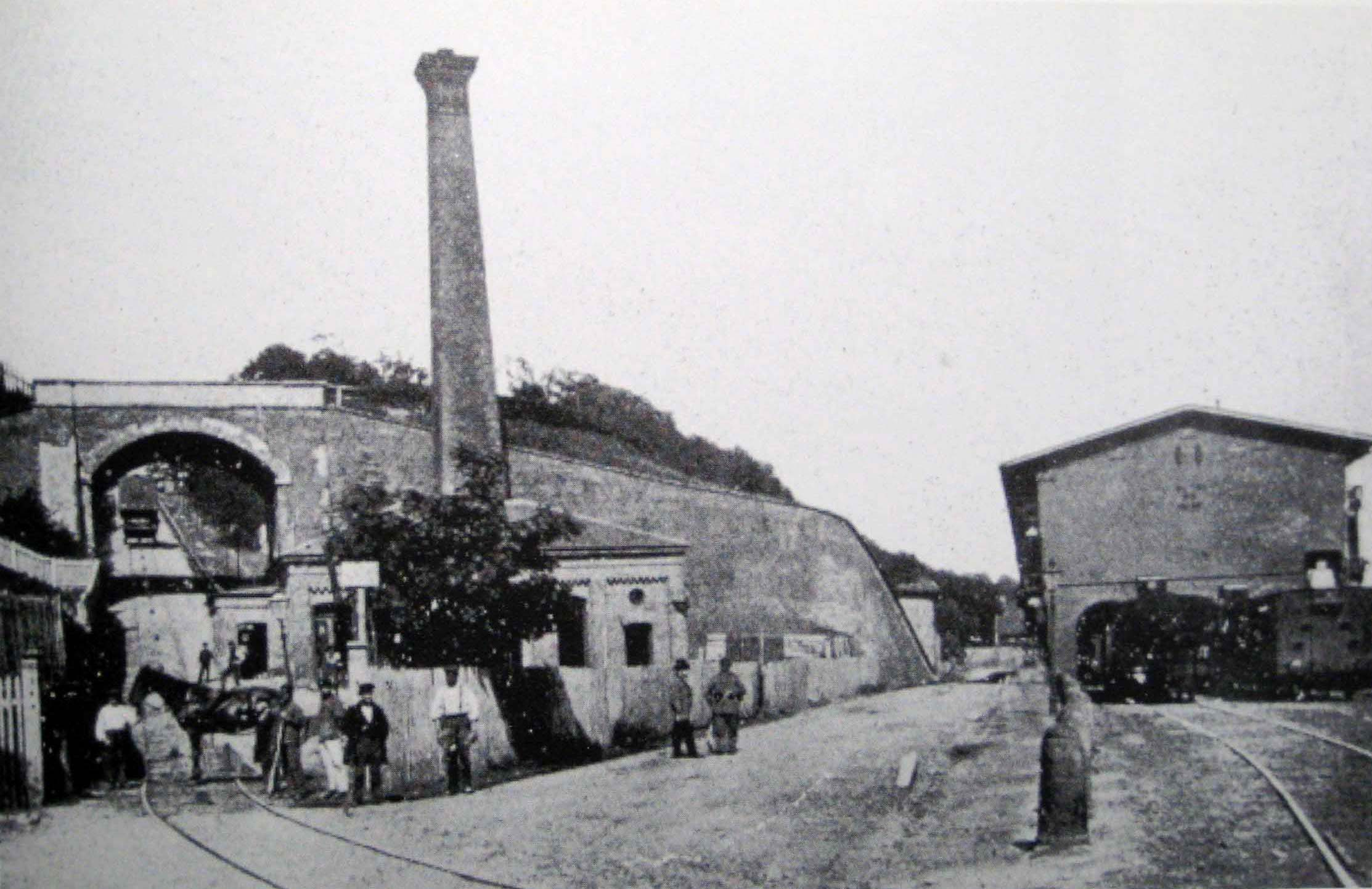
Standseilbahn am Altonaer Kai um 1849

Von 1845 bis 1879 wurden auf der Altonaer Hafenbahn Güterwagen auf Rollböcken über eine 210 Meter lange Steigung von 15 Prozent vom Hafenkai zum höher gelegenen Bahnhof bewegt. Der Antrieb des Seilzugs erfolgte anfangs mit einem Pferdegöpel, ab 1849 dann durch eine Dampfmaschine. Ab 1879 wurde diese Standseilbahn durch eine 400 Meter lange Tunnelstrecke der Altona-Kieler Eisenbahn ersetzt.
In Zeitz führte ab 1877 eine Standseilbahn von der Unterstadt in die Oberstadt und transportierte auf einem steilen Straßenabschnitt Personen und Fuhrwerke. Der Antrieb erfolgte über eine stationäre Dampfmaschine in der Bergstation. Der Bahnbetrieb wurde 1959 wegen unzuverlässiger Sicherheitseinrichtungen eingestellt. Die 1887 eröffnete Malbergbahn ist ebenfalls stillgelegt, ebenso die 1888 eröffnete Turmbergbahn in Karlsruhe, womit die am 25. September 1888 eröffnete Nerobergbahn in Wiesbaden die älteste noch in Betrieb stehende Standseilbahn ist.

### Österreich
In Österreich wurde die erste öffentliche Standseilbahn 1873 auf den Leopoldsberg eröffnet, aber bereits 1876 wieder stillgelegt. Die 1892 in Betrieb genommene Festungsbahn Salzburg ist die älteste noch in Benutzung stehende öffentliche Anlage in Österreich. Zwei Jahre später, am 25. November 1894, ging in Graz die Schloßbergbahn in Betrieb. Die vermutlich älteste erhaltene Standseilbahn, der Reißzug der Festung Hohensalzburg lässt sich zumindest bis in das Jahr 1460 zurückverfolgen.

### Schweiz

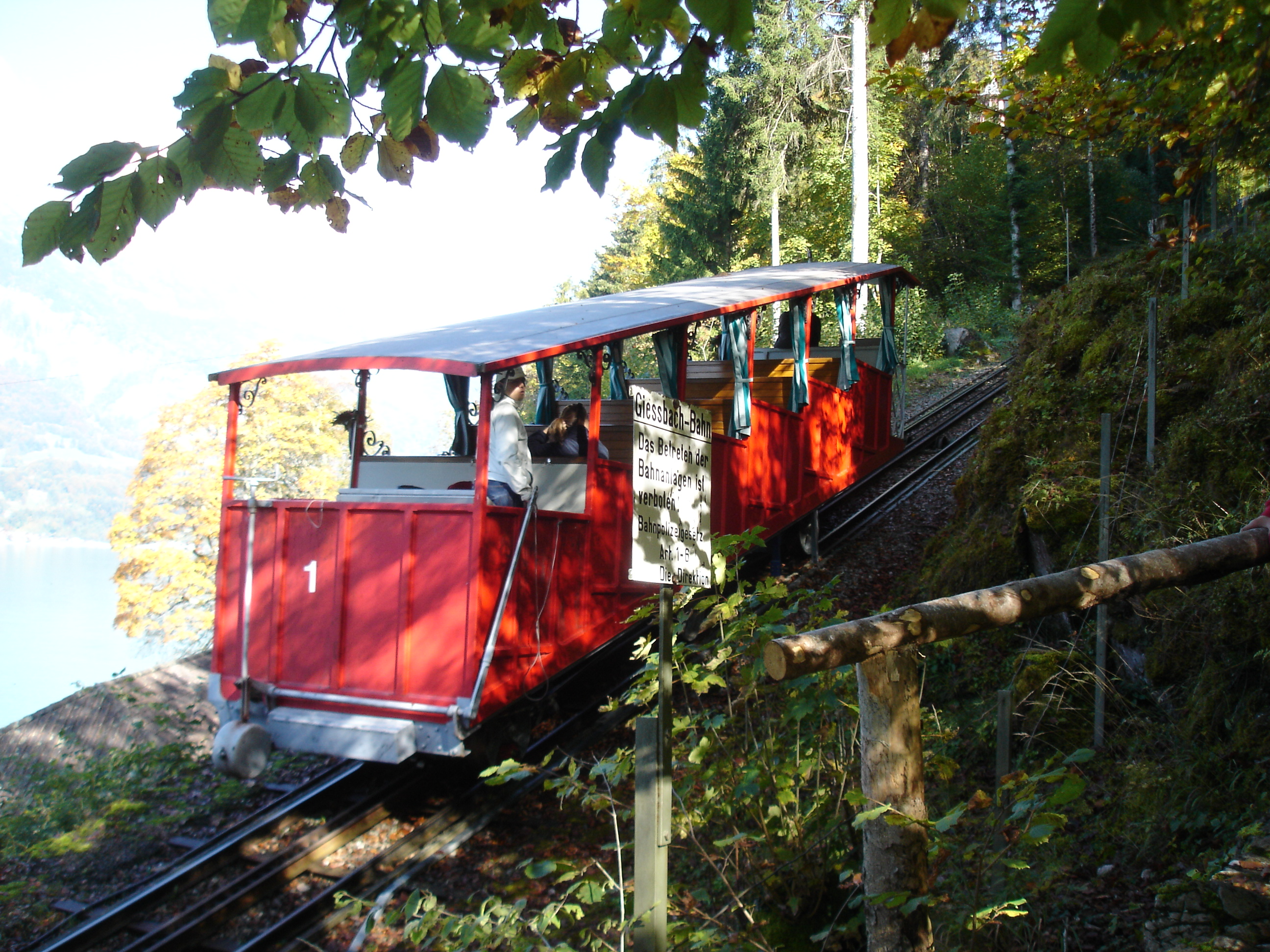
Die Giessbachbahn ist die älteste noch in Betrieb stehende Anlage in der Schweiz.

In der Schweiz eröffnete die Standseilbahn Lausanne-Ouchy am 16. März 1877 ihren Betrieb. Die Bahn wurde im Jahr 1958/1959 in eine Zahnradbahn und 2006–2008 in eine automatische Pneumetro (M2 der Métro Lausanne) umgebaut. Die 1879 eröffnete Giessbachbahn im Berner Oberland ist die älteste noch in Betrieb stehende Schweizer Standseilbahn und zugleich die älteste alleine zu Tourismuszwecken erbaute Seilbahn Europas. 1883 folgte die Standseilbahn Territet–Glion am Genfersee, 1884 die Standseilbahn auf den Gütsch in Luzern, 1885 die Marzilibahn in Bern und 1886 die Standseilbahn in Lugano vom Bahnhof ins Stadtzentrum. Die Kadenz der Eröffnungen erhöhte sich danach und neben innerstädtischen Bahnen kamen weitere Ortserschliessungsbahnen und rein touristische Bahnen dazu, deren Entstehung meist eng mit der Hotellerie verbunden war. In dieser Hinsicht tat sich vor allem der Bauunternehmer und Hotelier Franz Josef Bucher-Durrer zusammen mit seinem Compagnon Josef Durrer hervor.
Die 1899 in Betrieb genommene Standseilbahn Neuveville–Saint-Pierre ist die letzte Standseilbahn mit Wasserballast der Schweiz. Sie befindet sich in der Stadt Freiburg. Die Bahn gehört zum nationalen Kulturgut der Schweiz. 
In den 1930er Jahren entstanden in mehreren Schweizer Skiorten Schlittenseilbahnen, die lokal im Volksmund als Funi (von frz. funiculaire bzw. ital. funivia) bezeichnet werden. Diese Bahnen benötigten keine feste Infrastruktur, so dass sie kostengünstig erstellt werden konnten. Die Anlagen wurden bald durch leistungsfähigere Skilifte abgelöst.
1934 wurde für rund 50 Jahre die vorerst letzte Standseilbahn in der Schweiz eröffnet. Erst 1980 wurde mit dem Sunnegga Express in Zermatt wieder auf dieses Transportmittel zurückgegriffen, als in den Skigebieten die Luftseilbahnen an Kapazitätsgrenzen gestoßen waren. Im Jahre 2001 kam mit der Fun’ambule in Neuenburg, die im Hinblick auf die Expo'02 erstellt wurde, erstmals auch wieder eine neue innerstädtische Standseilbahn dazu. Die meisten der bestehenden Bahnen wurden im Verlaufe der Zeit wiederholt gründlich erneuert oder gar auf dem bestehenden Trassee neu aufgebaut. Einige davon haben dabei bis heute ihren ursprünglichen Charakter der Gründerzeit nicht verloren. So die Stanserhorn-Bahn, Heimwehfluhbahn, die Giessbachbahn, die Reichenbachfall-Bahn und die Sonnenbergbahn.

### Chile
In Valparaíso gibt es rund 30 zwischen 1883 und 1931 entstandene sogenannte Ascensores (wörtlich Aufzüge), von denen zehn in Betrieb sind (Standseilbahnen und Aufzüge von Valparaíso). Die meisten stehen unter Denkmalschutz und außerdem stehen sie als Teil der UNESCO-Welterbestätte Historisches Viertel der Hafenstadt Valparaíso unter Schutz (siehe Welterbe in Chile). Gemeinsam ist allen Standseilbahnen in Valparaíso, dass die Anlagen zweigleisig sind, die Wagen auf Regelradsätzen laufen und in der Tal- und Bergstation für stufenlose Einstiege bis an die Anschläge fahren. Die Seildehnung wird durch verstellbare Seilscheiben in den Bergstationen ausgeglichen.
In Santiago de Chile existiert eine klassische Standseilbahn von der Plaza Caupolicán auf den Cerro San Cristóbal. Die meterspurige Anlage mit Abtscher Ausweiche und einem zusätzlichen Halt am Zoologischen Garten weist eine Streckenlänge von 485 Metern auf, sie wurde von Ceretti e Tanfani in Mailand gebaut und ging am 25. April 1925 in Betrieb.

### Vereinigte Staaten
Ende des 19. Jahrhunderts existierten in der Industriestadt Pittsburgh 24 Inclines oder Inclined Railway genannte Standseilbahnen, die erst dem Kohlentransport und später dem öffentlichen Personenverkehr dienten. Zwei der Anlagen, die Duquesne Incline und die Monongahela Incline sind erhalten geblieben.

## Technik

### Wagen

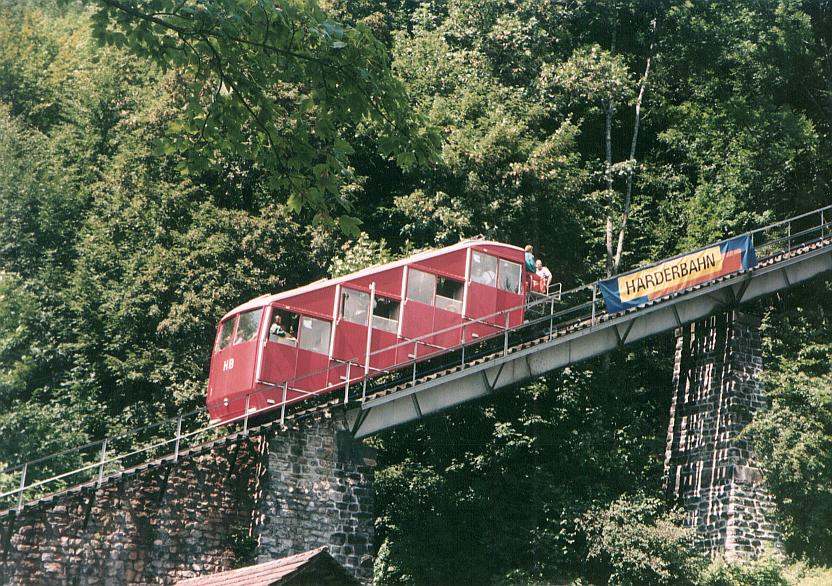
Personenwagen der Harderbahn bei Interlaken

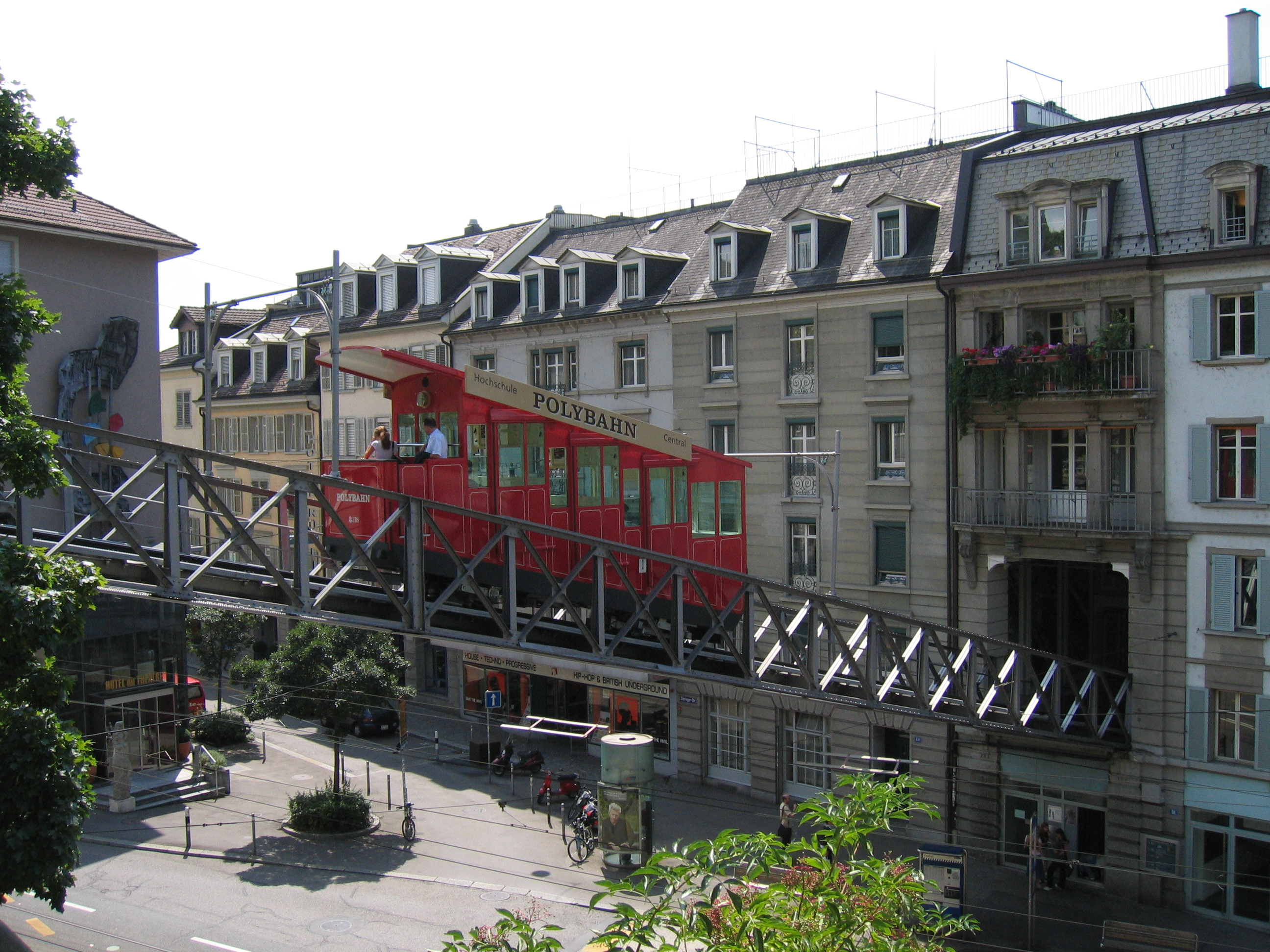
Polybahn in Zürich, vollautomatische Anlage mit historisch aussehenden Wagen

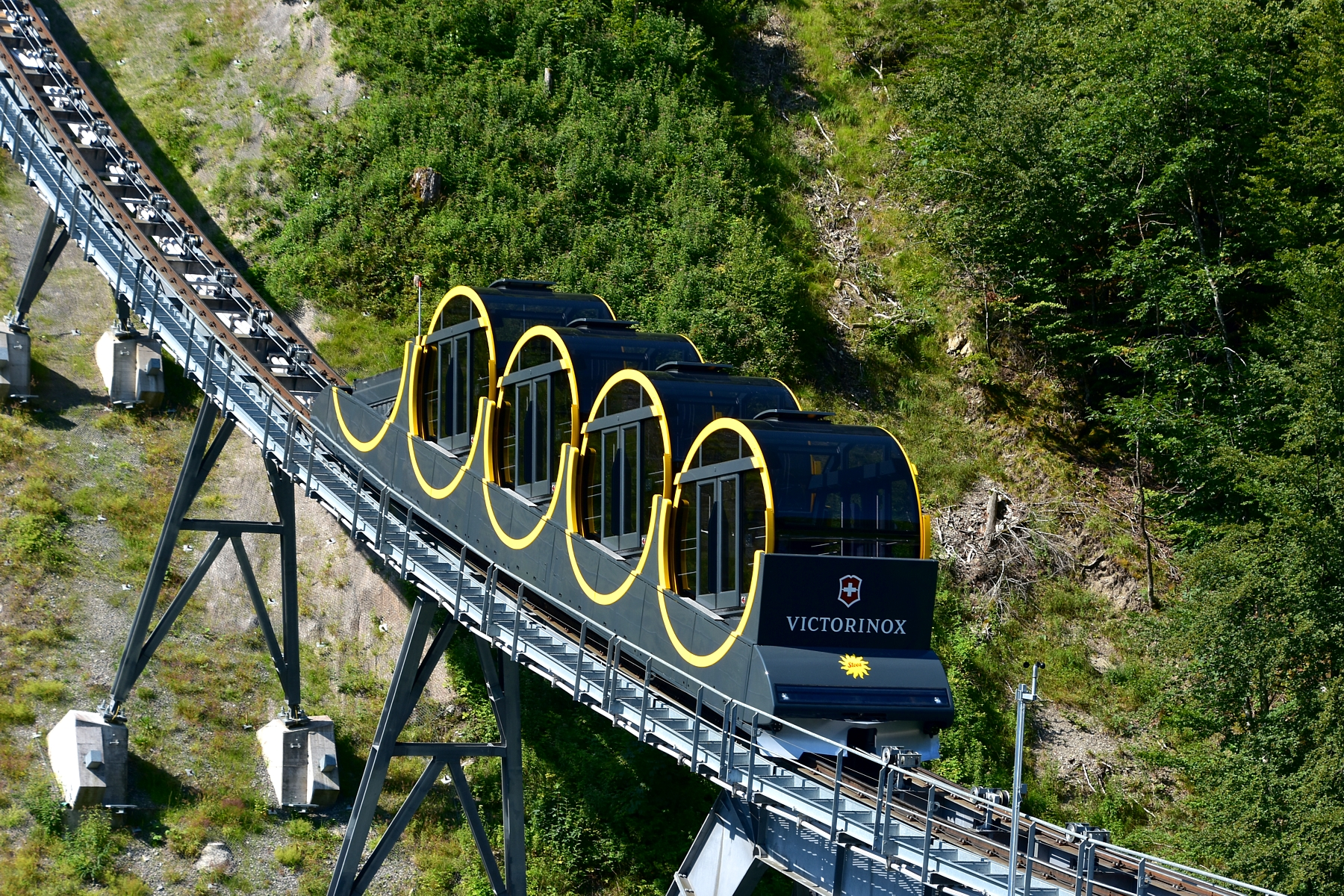
Bei der Stoosbahn passen sich die Abteile der Neigung an

Standseilbahnen dienen heute meist dem Personenverkehr. Kleinere Wagen haben ein Fassungsvermögen von ungefähr 20 Personen, teilweise werden aber auch bis zu 450 Personen fassende Züge aus mehreren Wagen eingesetzt.
Die Wagen werden üblicherweise der durchschnittlichen Streckenneigung angepasst. Da längere Bahnen nur selten auf der ganzen Strecke die gleiche Neigung aufweisen, liegen die Böden der Abteile nicht immer waagrecht. Bei neueren Anlagen mit stark schwankender Neigung wie der Standseilbahn Schwyz–Stoos von 2017 und der 2007 in Betrieb genommenen Hungerburgbahn sind die Abteile einzeln und beweglich aufgehängt. Eine neigungsabhängige Steuerung sorgt dafür, dass die Fahrgastkabinen auf der ganzen Strecke stets horizontal liegen.
In den Alpenländern wurden viele Standseilbahnen für den Personal- und Materialtransport beim Kraftwerksbau im Gebirge erstellt. Nach Abschluss der Bauarbeiten wurden diese Bahnen oft für den öffentlichen Personenverkehr freigegeben. Beispiele sind die Gelmerbahn, die Standseilbahn Ritom oder die Peterskopfbahn.
Bei den meisten Bahnen sind die beiden Wagen gleicher Bauart. Eine Besonderheit stellt die Oberweißbacher Bergbahn dar, welche 1923 zum Transport normalspuriger Eisenbahnwagen eröffnet wurde. Ein Wagen der Standseilbahn ist als normaler Personenwagen ausgeführt, der andere als Güterbühne, die einen Eisenbahnwagen aufnehmen kann. Wenn keine Güterwagen transportiert werden, lässt sich auf die Güterbühne ein normalspuriger Personenwagen aufsetzen, damit die Kapazität der Bahn für die Personenbeförderung nahezu verdoppelt werden kann.
Bei einigen Standseilbahnen dienen die Wagen nicht der Beförderung von Nutzlast, sondern werden nur zum Schieben von anderen Fahrzeugen auf der Steilstrecke verwendet. Solche Schiebewagen werden Traktoren genannt. (siehe auch den Abschnitt Standseilbahnen mit Traktorbetrieb)

### Gleisanlage

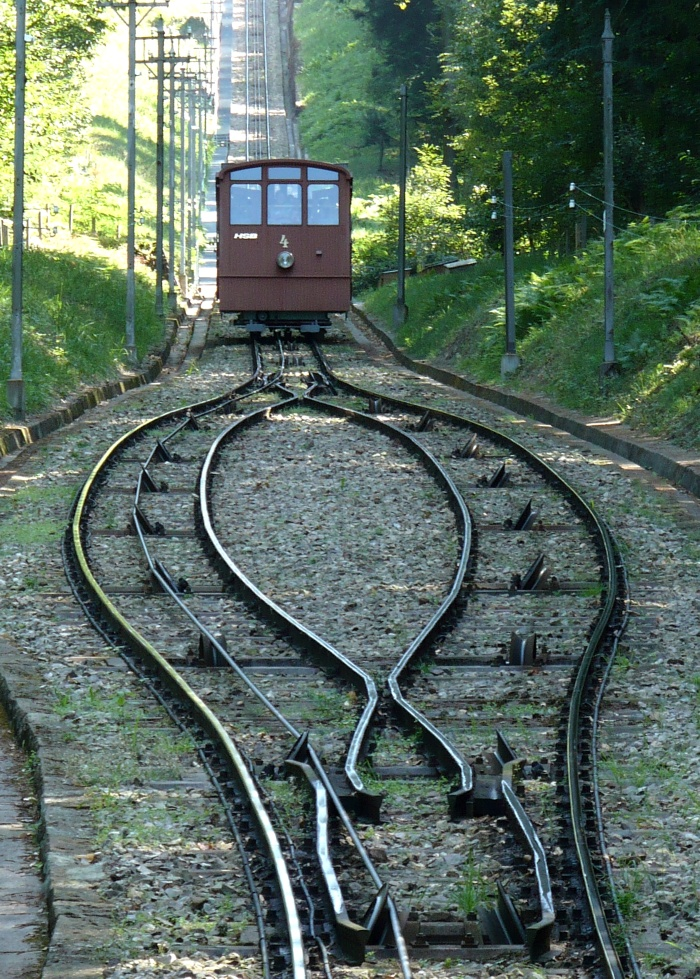
Ausweichstück (Abtsche Weichen) der Bergbahn zum Königstuhl in Heidelberg

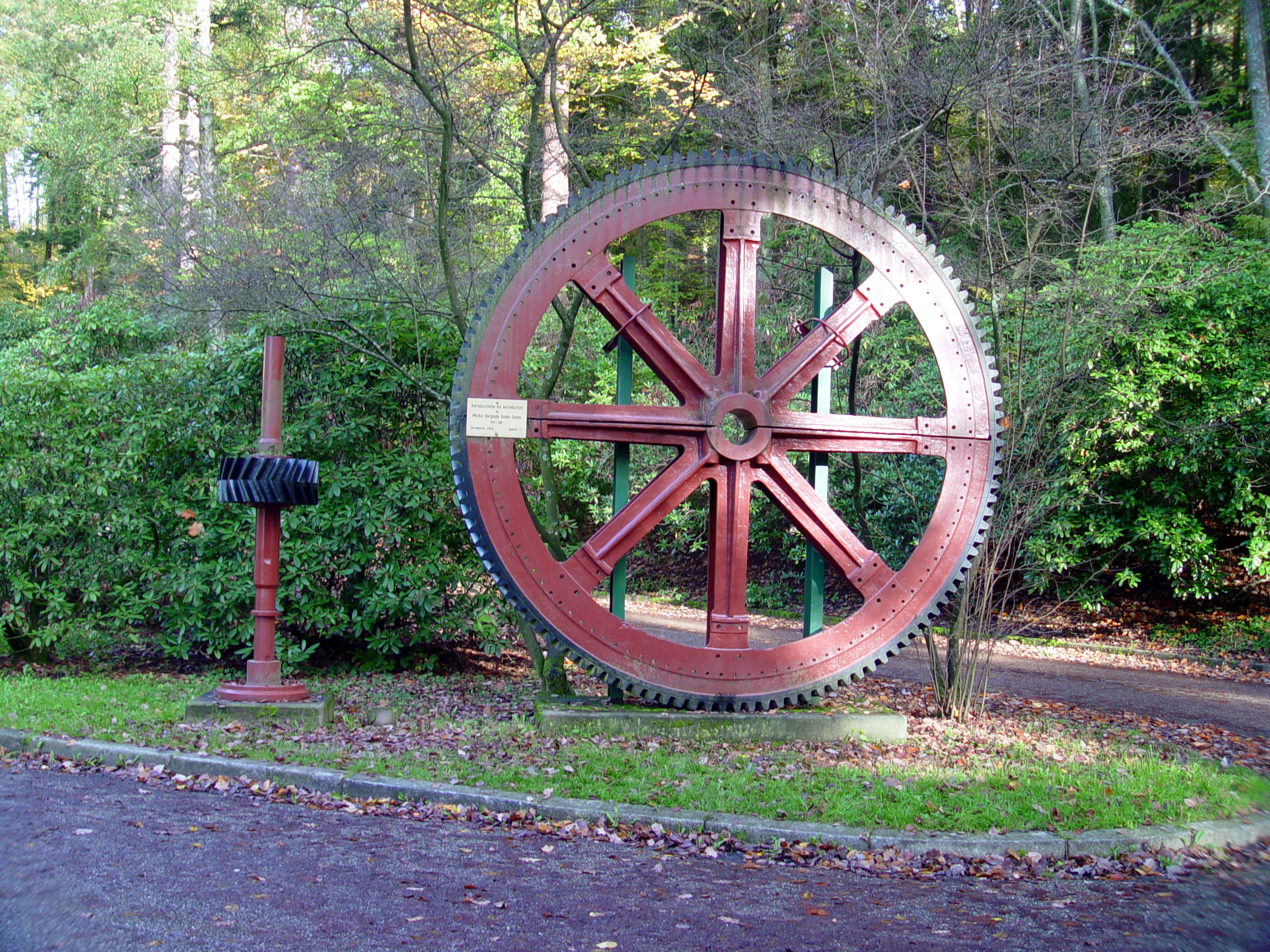
Treibscheibe mit Antriebsritzel der Merkur-Bergbahn von 1913 bis 1967

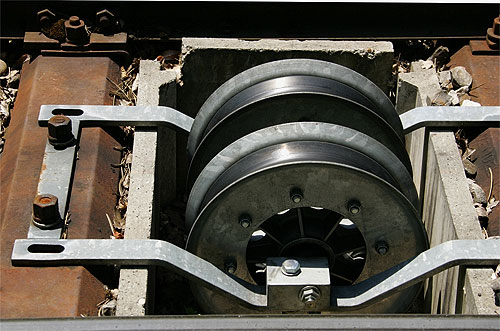
Seiltragrollen der Biel-Magglingen-Bahn

Die Wagen der Standseilbahn laufen auf Schienen oder in Sonderfällen auf einer anderen Art von Fahrbahn. Zu diesen gehört zum Beispiel die Dorfbahn Serfaus (Österreich) und die Skymetro im Flughafen Zürich – beides unterirdische Luftkissenschwebebahn mit Seilantrieb, die unterirdische luftbereifte U-Bahn Karmelit in Haifa oder die Telefuni genannten Anlagen, bei denen die Wagen auf zwei Drahtseilen laufen. Bei klassischen Standseilbahnen wird für die Gleisanlage das auch bei anderen Bahnen übliche Oberbaumaterial in Form von Schwellen, Schienen und Kleineisen genutzt. Gegen die auf den Gleisrost wirkende Hangabtriebskraft werden die Schwellen bei Bahnen mit größerer Neigung zusätzlich durch Anker gehalten. Bei vielen Standseilbahnen, insbesondere mit starker Neigung, werden feste Fahrbahnen verwendet.
Im Gegensatz zu Luftseilbahnen, die abgesehen von besonderen Bogen- oder Ablenkstationen in gerader Linie geführt werden müssen, sind bei Standseilbahnen Gleisbögen zur Anpassung der Streckenführung an das Gelände möglich und üblich. Zum Auffangen der zur Bogeninnenseite wirkenden Seilzugkraft werden in Bögen für das Zugseil asymmetrische und schrägstehende Tragrollen eingebaut. Auf Strecken mit stark wechselnder Neigung wird das Zugseil in den Wannen durch Niederhalter geführt. Diese können an Portalen über dem Gleis, die von den Wagen durchfahren werden oder in Gleismitte unter den Wagen gelagert sein. Ein Beispiel für diese Form ist die neue Standseilbahn Schwyz–Stoos. 
Die ersten Standseilbahnen hatten für jeden Wagen ein eigenes Gleis, so dass auf der Strecke durchgängig zwei Gleise nebeneinander verlegt waren. Seit der Erfindung der Abtschen Weiche, die keine beweglichen Teile aufweist, kann die Strecke eingleisig mit in Streckenmitte liegender Ausweichstelle angelegt werden. Die Wagen benötigen dafür asymmetrische Radsätze, die auf einer Seite Räder mit Doppelspurkränzen aufweisen, während die Räder der anderen Seite spurkranzlos sind. Die Doppelspurkranzräder übernehmen die Führung der Wagen. Weil sie bei den beiden Wagen auf unterschiedlicher Seite liegen, folgen die Wagen in der Ausweiche ihrer Außenschiene und können sich dadurch ohne Gefahr begegnen. Die spurkranzlosen Räder müssen die Lücken in den Fahrschienen zur Durchführung des Zugseiles und fallweise den Raum für die Fangbremsen, die in der Regel den Schienenkopf umgreifen, überlaufen können. Deswegen erhalten sie eine überbreite und einer Walze ähnelnde Laufflächen.
Die Fangbremsen wirken bei Bahnen mit Abtscher Ausweiche jeweils auf die Schiene, auf der die Doppelspurkranzräder laufen. In der Vergangenheit wurden die Schienenköpfe, damit die Wagen beim Einsetzen der Fangbremsen nicht nach oben weggedrückt werden, häufig keilförmig bearbeitet, sogenannte Keilkopfschienen.
Abtsche Ausweichen sind nicht anwendbar, wenn weitere Fahrzeuge auf die Seilbahnstrecke übergehen sollen. Dann sind stellbare Weichen oder Gleisverschlingungen unverzichtbar und die Wagen erhalten Regelradsätze. Bei Bahnen mit nur einem Wagen und einer Trommelfördermaschine sind asymmetrische Radsätze ebenfalls nicht erforderlich. Jedoch werden sie gelegentlich trotzdem verwendet, weil die Hersteller dafür Standardmaterial nutzen.

### Fahrbetrieb
Die Fahrgeschwindigkeit liegt im Bereich von 20 km/h bis in Ausnahmefällen 50 km/h. Die Fahrzeiten weichen je nach Bahn stark ab, die Fahrtintervalle betragen in der Regel 15 bis 20 Minuten.
Viele kleinere Bahnen werden fahrerlos betrieben und können von den Fahrgästen ähnlich wie ein Aufzug bedient werden. Beispiele sind die Merkurbergbahn in Baden-Baden, die Mühleggbahn in St. Gallen oder die Seilbahn Rigiblick in Zürich.

### Streckenprofil und Kompensation des Seilgewichtes
Standseilbahnen sind die steilsten Schienenbahnen überhaupt. Die Angaben zu den steilsten Bahnen sind im Abschnitt Rekorde zu finden. Bei flach angelegten Bahnen mit weniger als 50 bis 60 ‰ Neigung müssen die Wagen auch talseitig durch ein Ausgleichs- oder Unterseil, das über eine nachgespannte Seilscheibe in der Talstation läuft, miteinander verbunden werden. Das Ausgleichsseil verhindert, dass der talwärts fahrende Wagen auf der Strecke stehen bleibt, weil der Laufwiderstand die Hangabtriebskraft übersteigt. Auf diese Weise sind auch Bahnen möglich, die überhaupt keine Steigung haben und zum Beispiel innerhalb von Städten und Flughäfen zwei auf gleicher Höhe liegende Stationen verbinden.
Bei geneigten Bahnen wirkt auch das Gewicht des Seiles auf die Kraftverhältnisse im System Standseilbahn. Wenn die Wagen in den Stationen stehen, befindet sich fast die gesamte Masse des Seiles auf einer Seite der Seilscheibe in der Bergstation, nämlich auf der Seite des in der Talstation stehenden Wagens. Bei Fahrtbeginn muss die gesamte Masse des Seiles den Berg hochgezogen werden, die oft größer als die Zuladung des talseitigen Wagens ist. Die vom Antrieb aufzubringenden Kräfte nehmen mit dem Fahrtverlauf ab, weil die auf den beiden Seiten der Seilscheibe liegenden Seillängen immer ausgeglichener werden, bis sich die Wagen in der Mittelstation kreuzen. Danach nimmt die Seillänge auf der Seite des talwärts fahrenden Wagens gegenüber dem bergwärts fahrenden wieder zu.
Bei relativ langen Strecken oder sehr steilen Bahnen spielt die Besetzung der Wagen gegenüber dem Gewicht des Seiles so gut wie keine Rolle, weil das Gewicht des Seiles im Verhältnis zur Zuladung wesentlich größer ist. Die ideale Standseilbahn besitzt deshalb eine Streckenführung, die an der Talstation nahezu eben beginnt und gegen die Bergstation steiler wird. Bei der Abfahrt aus den Stationen ist die Hangabtriebskraft, welche auf den im steilen Streckenabschnitt stehenden talwärts fahrenden Wagen wirkt, gleich groß wie die Hangabtriebskraft des am bergwärts fahrenden Wagen hängenden Seiles. Mit dem Fahrtverlauf nimmt die Steigung der Strecke für den talwärts fahrenden Wagen proportional ab, wie die Seillänge am bergwärts fahrenden Wagen ebenfalls abnimmt. Einige Bahnen wurden annähernd diesem Ideal entsprechend ausgeführt, so zum Beispiel das Funicular de Montjuïc in Barcelona und die Mendelbahn in Südtirol.
Vielfach lässt sich ein ideales Streckenprofil nicht erreichen, so dass die Antriebskraft sowie die Bremse der Bahn ständig nachgeregelt werden müssen, um die Fahrgeschwindigkeit der Wagen konstant zu halten. Bei der sehr steilen Bahn Le Châtelard-Château d’Eau war die Hangabtriebskraft des Seiles so groß, dass sie durch einen speziellen „Ballast-Vorstellwagen“ kompensiert werden musste, der auf der Strecke aufgenommen wurde. Bei besonders langen Strecken wie bei der Standseilbahn Sierre-Montana-Crans wird die Seilmasse ebenfalls durch ein Unterseil ausgeglichen.

### Schrägaufzug

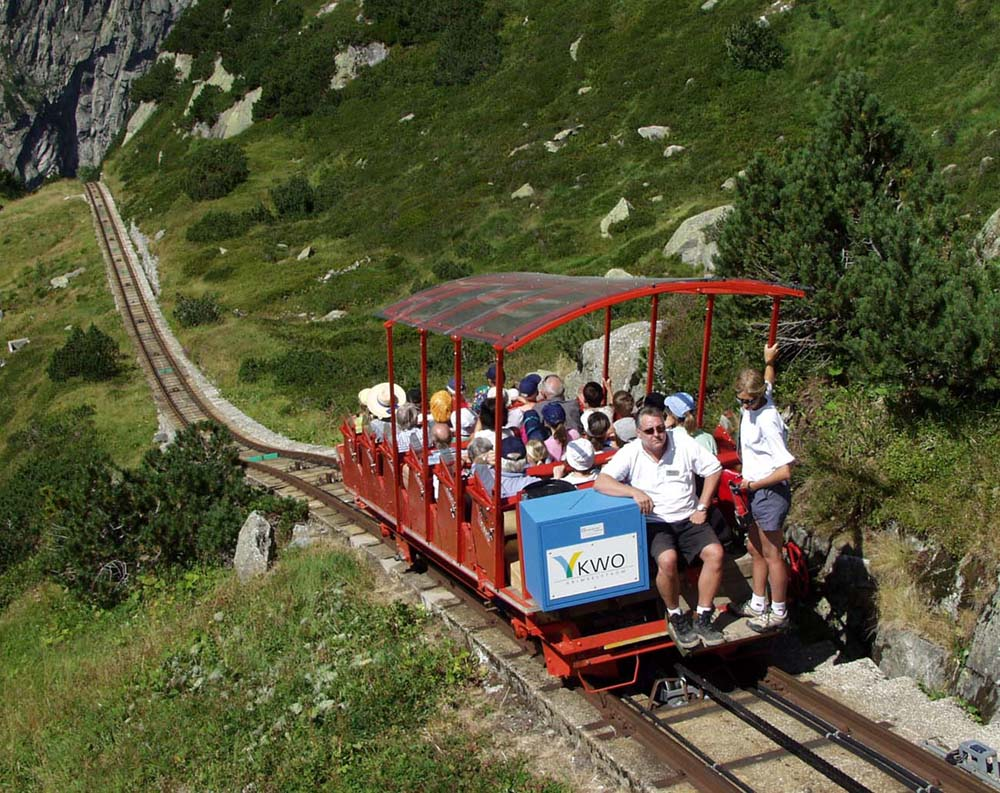
Gelmerbahn, eine Kraftwerks-Standseilbahn mit 106 Prozent Steigung

Standseilbahnen mit nur einem Wagen werden in technischer Hinsicht als Schrägaufzug bezeichnet. Viele als Baubahnen entlang der Druckleitungen von Speicherkraftwerken gebauten Standseilbahnen weisen nur einen Wagen zur Nutzlastbeförderung auf. Der Wagen wird entweder von einer Trommelfördermaschine in der Bergstation die Strecke hochgezogen oder er ist über eine Seilscheibe in der Bergstation mit einem Gegengewicht verbunden.
Kleinere Anlagen können mit einer normalen Aufzugssteuerung ausgestattet sein. Das heißt, sie können wie ein senkrechter Aufzug in einem Gebäude benutzt werden, aber sie verlaufen schräg, meistens auf Schienen. Werden solche Anlagen nicht zur Bedienung von Gebäuden und Bauten eingesetzt, sondern zur öffentlichen Personenbeförderung, gelten sie als Standseilbahnen (d. h., sie fallen unter die Seilbahnrichtlinie).
Schrägaufzüge werden auch im Bergbau eingesetzt, zum Transport von Personal oder für abgebautes Gestein in der Schachtförderung, beispielsweise der Erzbergaufzug.
Beispiele
- Mühleggbahn in St. Gallen, vollautomatischer Betrieb
- Gelmerbahn der Kraftwerke Oberhasli, steilster Schrägaufzug Europas von der Handegg im Haslital zum Gelmersee
- Standseilbahn Ritom des SBB-Kraftwerks am Lago Ritóm, Betrieb mit Winde in der Talstation
- Walchenseekraftwerk, ehemalige Standseilbahn, die durch einen Schrägaufzug ersetzt wurde
- Reißeckbahn der Kraftwerksgruppe Reißeck-Kreuzeck, drei Sektionen, Betrieb mit Winden in den Bergstationen (Personenverkehr eingestellt)
- Katoomba Scenic Railway in Australien, steilster Schrägaufzug der Welt (52° bzw. 122 %)

### Schiffshebewerk

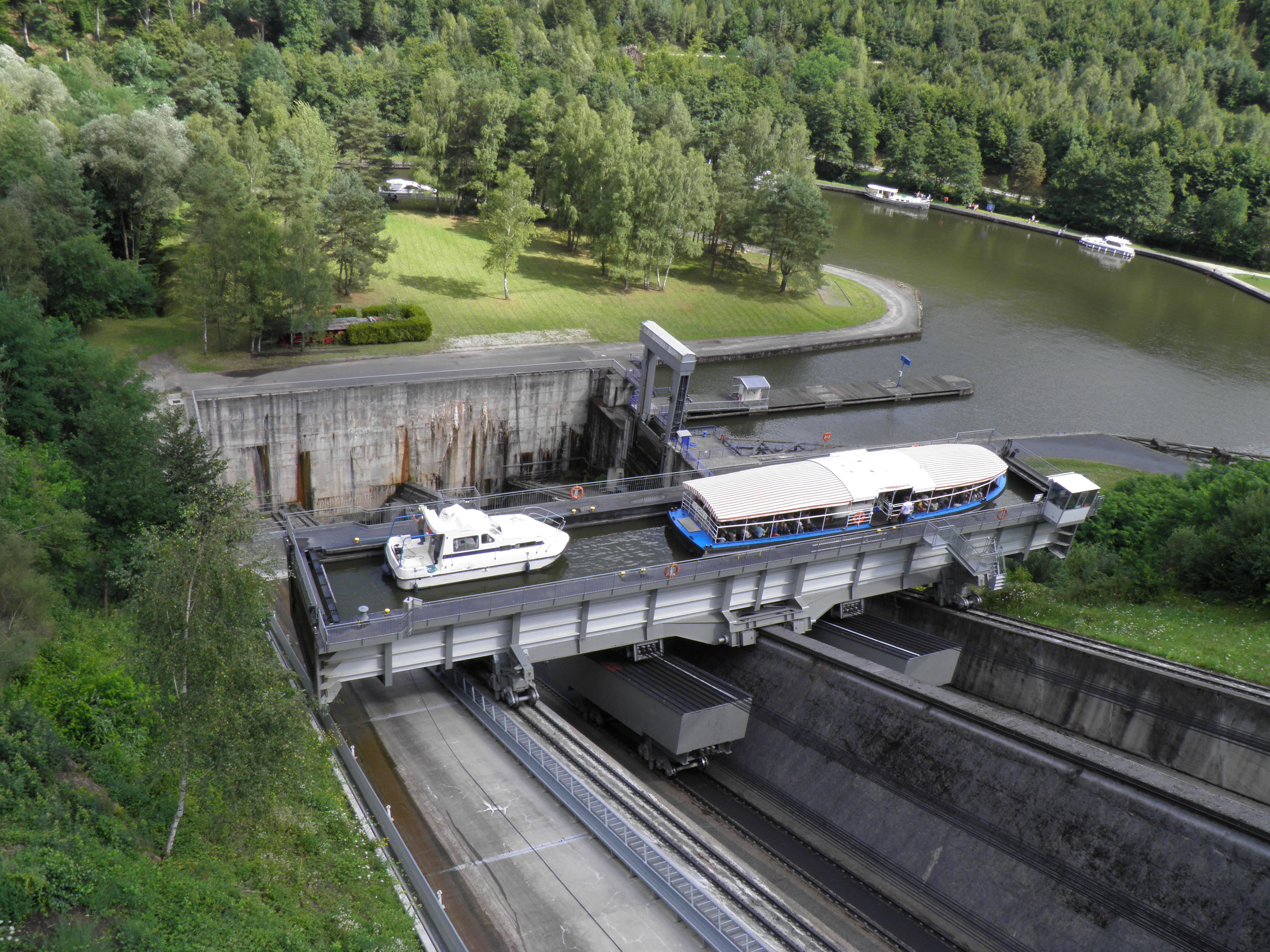
Schiffshebewerk Saint-Louis/Arzviller

Schiffshebewerke können als Schrägaufzüge auf einer schiefen Ebene ausgeführt sein. Diese Anlagen werden in Französisch als plan incliné bezeichnet. Da die Transporttröge auf Schienen laufen und an den Enden eines Seils hängen (am anderen Ende hängt in der Regel ein Ballastwagen), unterscheiden sie sich nur durch die außergewöhnlichen Fahrzeuge (und gegebenenfalls durch Mehrschienengleise) von anderen Standseilbahnen. Beispiele sind das Schiffshebewerk Ronquières (Doppelhebewerk) im Kanal Charleroi-Brüssel und im Vogesental der Zorn das Schiffshebewerk Saint-Louis/Arzviller des Rhein-Marne-Kanals. Die zuführenden Kanalabschnitte ließen sich bei diesen Anlagen besser in die Landschaft integrieren als für senkrechte Aufzüge.
Die Ausführung als Zwillingshebewerk entspricht hingegen der klassischen Standseilbahn, indem zwei Tröge an demselben Seil hängen und sich gegenläufig bewegen. Es existiert jedoch kein solches mehr. In Betrieb sind die geneigten Ebenen im Oberländischen Kanal in Polen, die jedoch nicht mit wassergefüllten Trögen betrieben werden, sondern mit Trockenförderung arbeiten.

### Wasserballastbahn

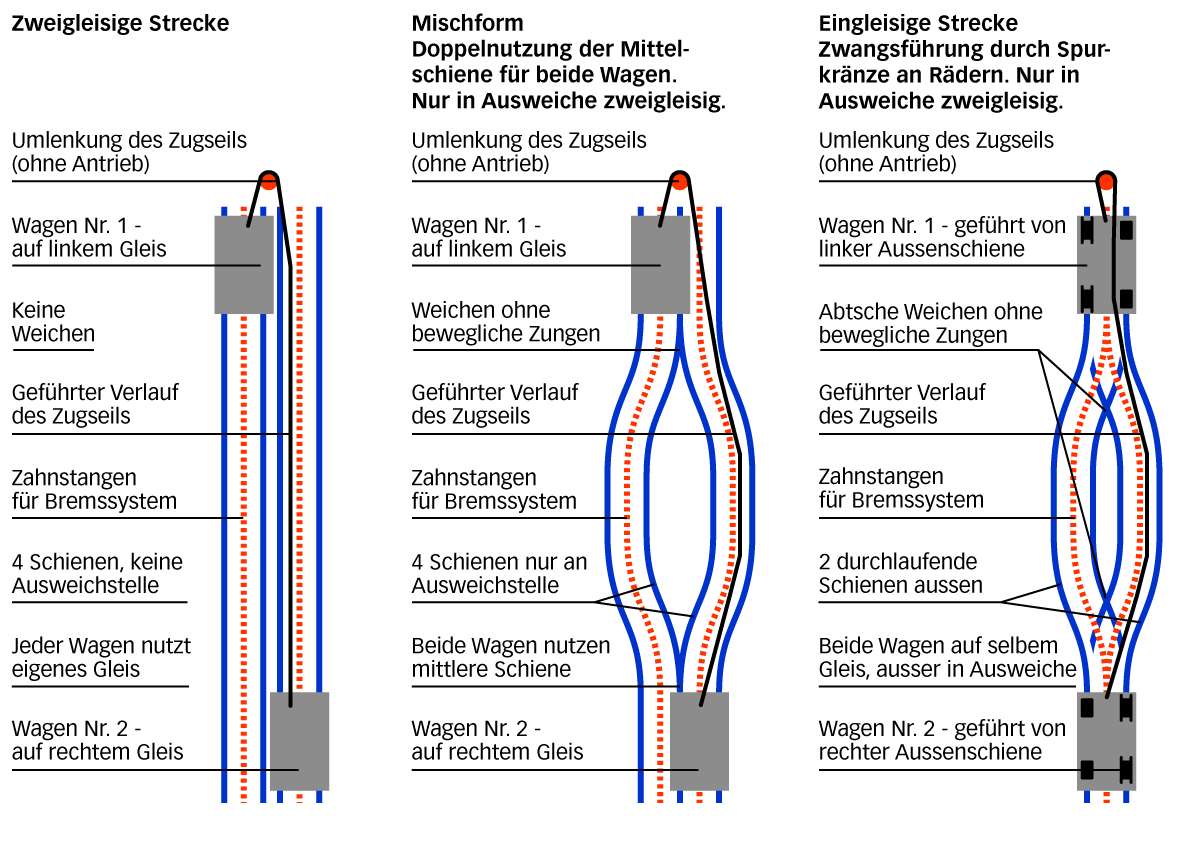
Verschiedene Streckenausführungen von Standseilbahnen (hier als Wasserballastbahn mit dem früher häufig verwendeten Schwerkraftantrieb)

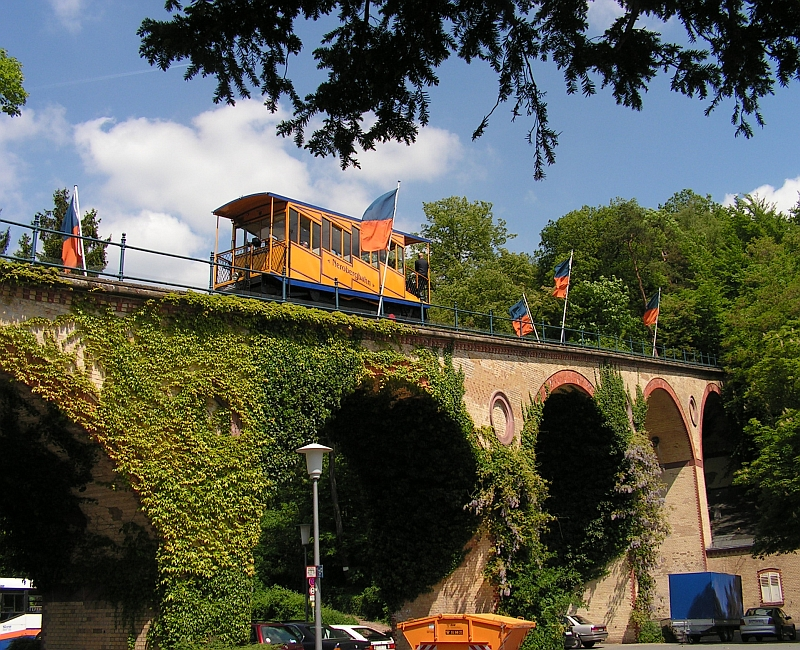
Die Nerobergbahn in Wiesbaden, einzige noch in Betrieb stehende Wasserballastbahn in Deutschland

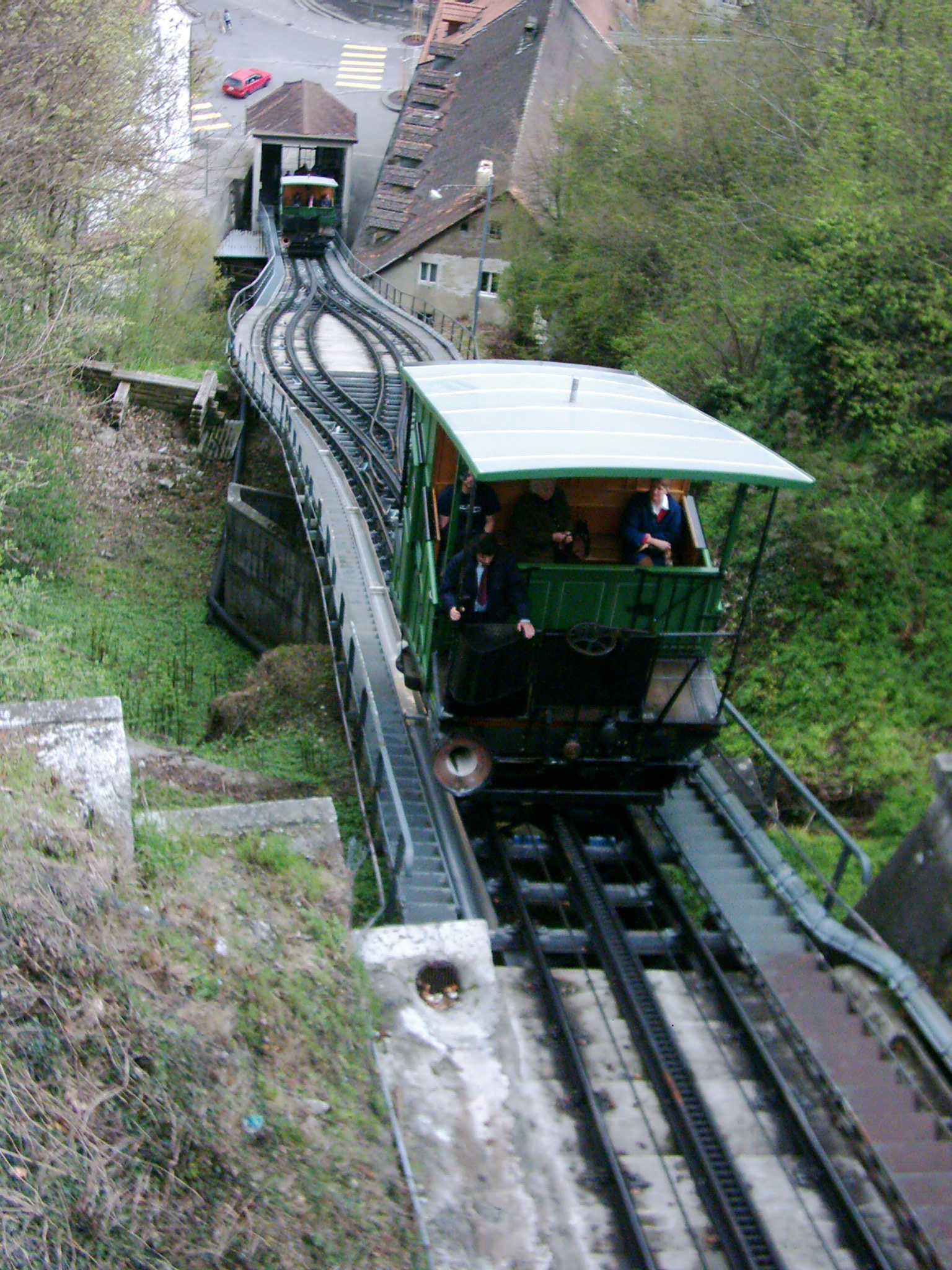
Mit Wasserballast betriebene Standseilbahn Neuveville–Saint-Pierre

Bei den Wasserballastbahnen wird die Masse des in der Bergstation stehenden Wagens durch Einleiten von Wasser in einen Tank künstlich erhöht. Die Schwerkraft, welche auf die zusätzliche Masse des Wagens wirkt, zieht diesen talwärts, wobei der in der Talstation stehende Wagen mittels des über die Seilscheibe laufenden Drahtseils bergwärts gezogen wird. Weil mit der Fahrt die Seillänge und somit das Gewicht des Seils zwischen der Bergstation und dem talwärts fahrenden Wagen stetig zunimmt, muss während der Fahrt die Geschwindigkeit durch Bremsen oder Wasserablassen geregelt werden. Die Bremse wirkt bei diesen Bahnen meist auf ein Zahnrad, das in eine Zahnstange zwischen den Schienen eingreift.
Das Wasser wird nach Möglichkeit einem Bach bei der Bergstation entnommen. Fehlt ein solcher, wird das Wasser von Pumpen bei der Talstation durch eine Druckleitung in ein Reservoir bei der Bergstation gefördert.
Die meisten Bahnen sind heute auf elektrischen Betrieb umgerüstet, weil das System mit dem Wasserballast einige Nachteile hat. Die Wagen mit bis 5 t Wasserballast sind ziemlich schwer, so dass die Gleise dementsprechend ausgelegt sein müssen und einen sorgfältigen Unterhalt nötig machen. Außerdem muss zwischen den Fahrten so lange gewartet werden, bis der Wassertank des Wagens in der Bergstation wieder gefüllt ist. Dadurch ist die Anzahl möglicher Fahrten pro Stunde eingeschränkt. Die wenigen noch in Betrieb stehenden Bahnen werden zum Teil mit Abwasser betrieben, um wertvolles Trinkwasser zu sparen.
Beispiele
- Standseilbahn Neuveville–Saint-Pierre in Freiburg (Schweiz), erbaut 1897. Einzige noch in Betrieb stehende Wasserballastbahn in der Schweiz. Als Ballast dient das Abwasser des Ortsteils bei der Bergstation. Die Bahn wurde 1998 restauriert und gehört zum nationalen Kulturgut.
- Nerobergbahn in Wiesbaden, einzige noch in Betrieb stehende Wasserballastbahn in Deutschland.[23]
- Lynton and Lynmouth Cliff Railway, eröffnet 1890. Bei dieser Bahn wird abweichend vom oben beschriebenen System zum Regulieren der Antriebskraft nicht das Wasser aus dem talwärts fahrenden Wagen, sondern das aus dem bergwärts fahrenden Wagen abgelassen, der bei Ankunft in der Bergstation wieder aufgefüllt wird. Diese Betriebsart wird vereinzelt auch als subtraktive Methode bezeichnet.[24]

### Standseilbahnen mit Traktorbetrieb

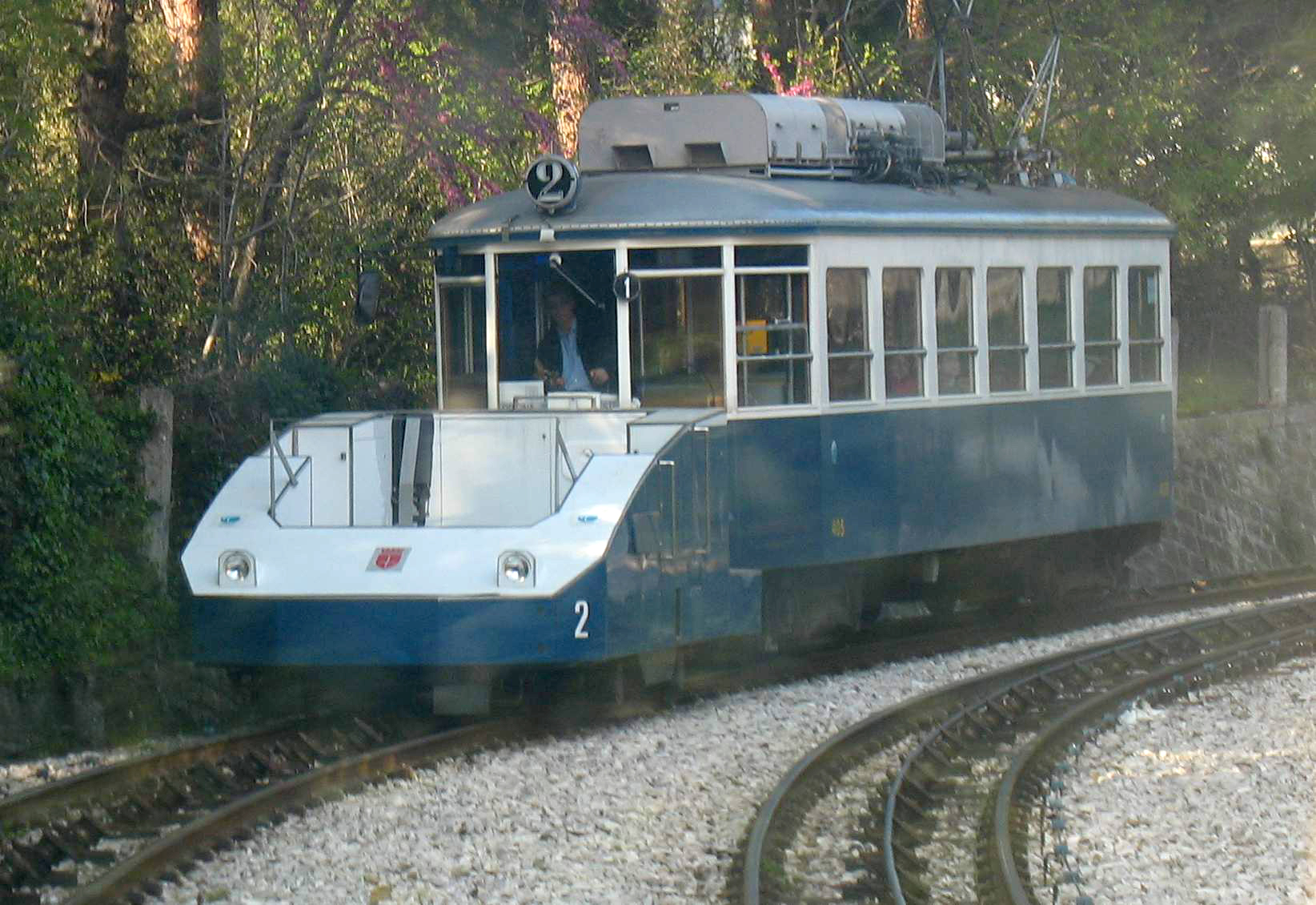
Triest: Ein Traktor schiebt einen Adhäsionswagen über die Steilrampe.

Einige Standseilbahnen befördern selbst keine Nutzlast in ihren Wagen, sondern dienen nur zum Schieben oder Bremsen von anderen Fahrzeugen auf Steilstrecken. Die beförderten Fahrzeuge konnten vor oder nach der Standseilbahn ihre Fahrt mit eigenem Antrieb fortsetzen. Diese Systeme gehören nicht zu den Schiefen Seilebenen, weil die mit dem Seil verbundenen Fahrzeuge betrieblich nicht von diesem lösbar sind. Die Schiebewagen solcher Bahnen werden meist als Traktoren bezeichnet. Eine Konsequenz dieser Betriebsart ist, dass Abtsche Weichen nicht verwendbar sind, weil die Wagen auf Regelradsätzen mit innenliegenden Spurkränzen laufen müssen. Auf eingleisigen Strecken mit einer Ausweiche in Streckenmitte müssen die Weichen stellbar sein.
Beispiele
- Standseilbahnabschnitt der Bahnstrecke Triest–Opicina in Triest. Die von einem ortsfesten Elektromotor in der Bergstation angetriebene Anlage mit zwei Traktoren ermöglicht regulären vierachsigen Adhäsionstriebwagen, eine Steilrampe mit 260 ‰ zu überwinden. Die talseitige Weiche der Kreuzungsstelle und die Trennungsweiche an der Talstation sind wegen der Zangenbremen der Traktoren Schleppweichen, deren Herzstück ebenfalls aus einem drehbar gelagerten Regelschienenprofil besteht. Oberhalb der Kreuzungsstelle ist die Seilbahnstrecke zweigleisig. Diese Anlage ist heute noch in Betrieb.
- Standseilbahnabschnitt der Straßenbahn in Catanzaro, Kalabrien. Die Anlage hatte selbst keinen Antrieb, sondern verband mittels der Traktoren einen bergwärts und einen talwärts fahrenden Straßenbahnwagen miteinander. Der Antrieb erfolgte durch die stark motorisierten Straßenbahnwagen selbst. Die Anlage wurde 1970 stillgelegt und durch eine Zahnradbahn ersetzt.
- Standseilbahnabschnitt der Tranvia di Monreale in Sizilien. Bei dieser Anlage fuhren die Traktoren auf einem schmalen Gleis zwischen dem Straßenbahngleis, was ihnen ermöglichte in der Talstation in eine Grube zu verschwinden, so dass sie von den Straßenbahnwagen überfahren werden konnten. Die Anlage hatte keinen ortsfesten Antrieb, sondern wurde von den mit Motoren ausgerüsteten Traktoren selbst angetrieben. Sie war von 1900 bis 1946 in Betrieb.
- Standseilbahnen nach dem System Agudio

### System Agudio

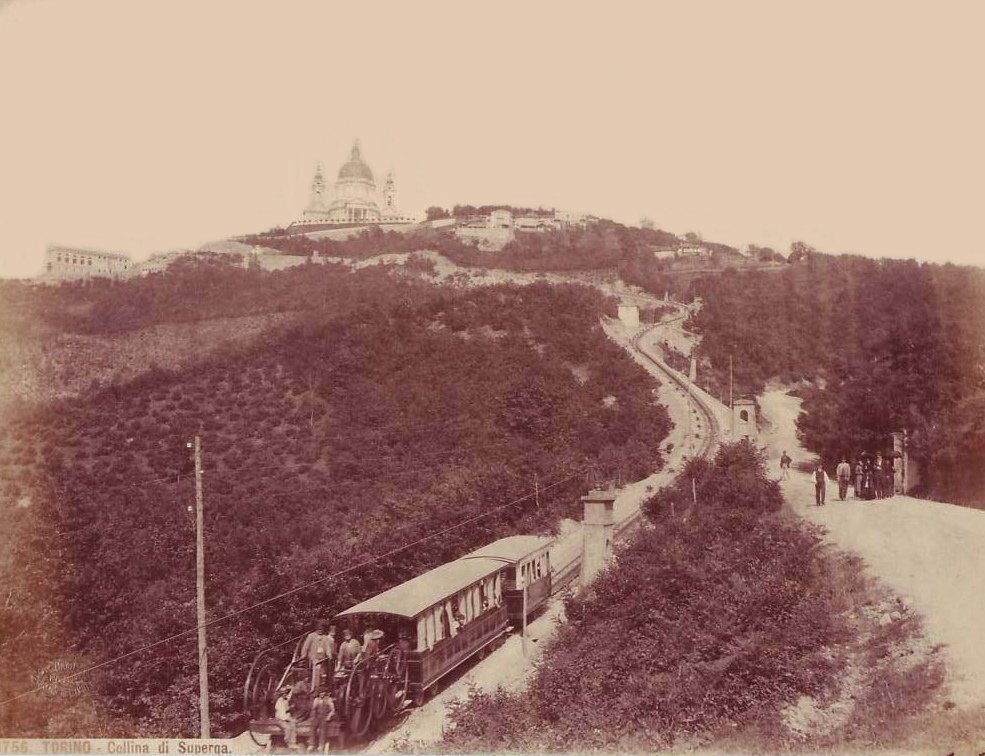
Bahn Sassi-Superga nach dem System Agudio. Die Bahn wurde 1935 zu einer Zahnradbahn umgebaut.

Tommaso Agudio entwickelte eine Standseilbahn, deren Wagen sich ähnlich einem Kettenschlepper an einem fest verankerten Seil hochwinden, wobei der Antrieb des Windwerks auf dem Wagen durch ein endlos umlaufendes Seil erfolgte, das ortsfest angetrieben wurde. Der ebenfalls als Traktor bezeichnete angetriebene Wagen konnte wegen des aufwändigen Windwerkes keine Nutzlast aufnehmen, die deshalb in vorgestellten Wagen bergwärts geschoben werden musste. Die Talfahrt erfolgte am stillstehenden Triebseil, wobei die Geschwindigkeit nur durch die Bremsen auf dem Traktor kontrolliert wurde.
Eine erste Versuchsstrecke für das System Agudio wurde 1863 bei Dusino am Giovipass eingerichtet. Hierbei erfolgte der Seilantrieb durch ortsfeste Dampfmaschinen, die aus alten Dampflokomotiven umgebaut wurden.
Für eine weitere Versuchsstrecke entlang der Bahn nach dem System Fell auf der Nordseite des Mont-Cenis-Passes wurde das System Agudio bereits abgewandelt und vereinfacht. Der Traktor arbeitete sich nun nicht mehr entlang eines Seiles, sondern war mit Zahnrädern ausgerüstet, die ähnlich dem System Locher beidseitig in eine in Gleismitte liegende Zahnstange eingriffen. Das System Agudio hatte sich somit zu einer von einem umlaufenden Seil angetriebenen Zahnradbahn gewandelt. Der Antrieb der Anlage am Mont Cenis erfolgte mittels Wasserkraft durch Girard-Turbinen. Die Strecke war nur kurze Zeit in Betrieb, jedoch wurden die Ausrüstungsteile teilweise für die dritte und letzte Anwendung des Systems auf der Strecke Sassi-Superga bei Turin eingesetzt, wo das System bis 1934 in Betrieb war.
Es bestanden auch Pläne, die großen Alpenquerungen, wie die Gotthardbahn oder die Querung der Kordilleren in Chile, nach dem System Agudio auszuführen. Der Betrieb der Seilbahnen war aber doch zu kompliziert, so dass davon abgesehen wurde. Thomas Agudio gründete die nach ihm benannte Firma zur Herstellung von Seilbahnen.

### Schlittenseilbahn
Ähnlich einer normalen Standseilbahn sind zwei lenkbare Schlitten an einem Drahtseil befestigt, das in der Bergstation über eine Seilscheibe läuft. Wegen des hohen Reibungswiderstands der Schlitten müssen diese auch talseitig mit einem Zugseil miteinander verbunden sein. Der Antrieb erfolgt durch einen Elektromotor wahlweise in der Tal- oder Bergstation. Wegen der fehlenden Führung durch die Fahrbahn müssen die Schlitten vom Fahrpersonal gelenkt werden.
Obwohl schon der Reißzug auf die Festung Hohensalzburg anfänglich Schlitten statt Wagen benutzte, erlangten Schlittenseilbahnen erst in den 1930er und 1940er Jahren im gesamten Alpenraum eine gewisse Verbreitung als kostengünstige Erschließung von Skihängen. Nach Ende der Saison konnte die Anlagen jeweils weggeräumt werden. Die Schlittenseilbahnen wurden im Volksmund Funi genannt, eine Kurzform des französischen Funiculaire. Die meisten Funis wurden nach kurzer Zeit durch leistungsfähigere Skilifte ersetzt, einige konnten sich aber sehr lange halten – in Braunwald GL stellten die Schlittenseilbahn erst 1973 den Betrieb ein, in Saanenmöser 1986 und in Grindelwald 1995.

### Standseilbahnen im ebenen Gelände
Eine 250 m lange Standseilbahn u. a. über eine Straße hinweg verbindet das Forschungszentrum der CEA (staatliche französische Forschungseinrichtung für Kernenergie) am Standort Grenoble mit dem Forschungszentrum für Elektronik und Informationstechnologie CEA-Leti. Das Besondere daran ist, dass die Kabine als Reinraum ausgeführt ist, um Geräte in staubarmer Luft stoßfrei transportieren zu können.

## Mit der Standseilbahn verwandte Seilbahnen

### Seilbahnen mit abkuppelbaren Fahrzeugen

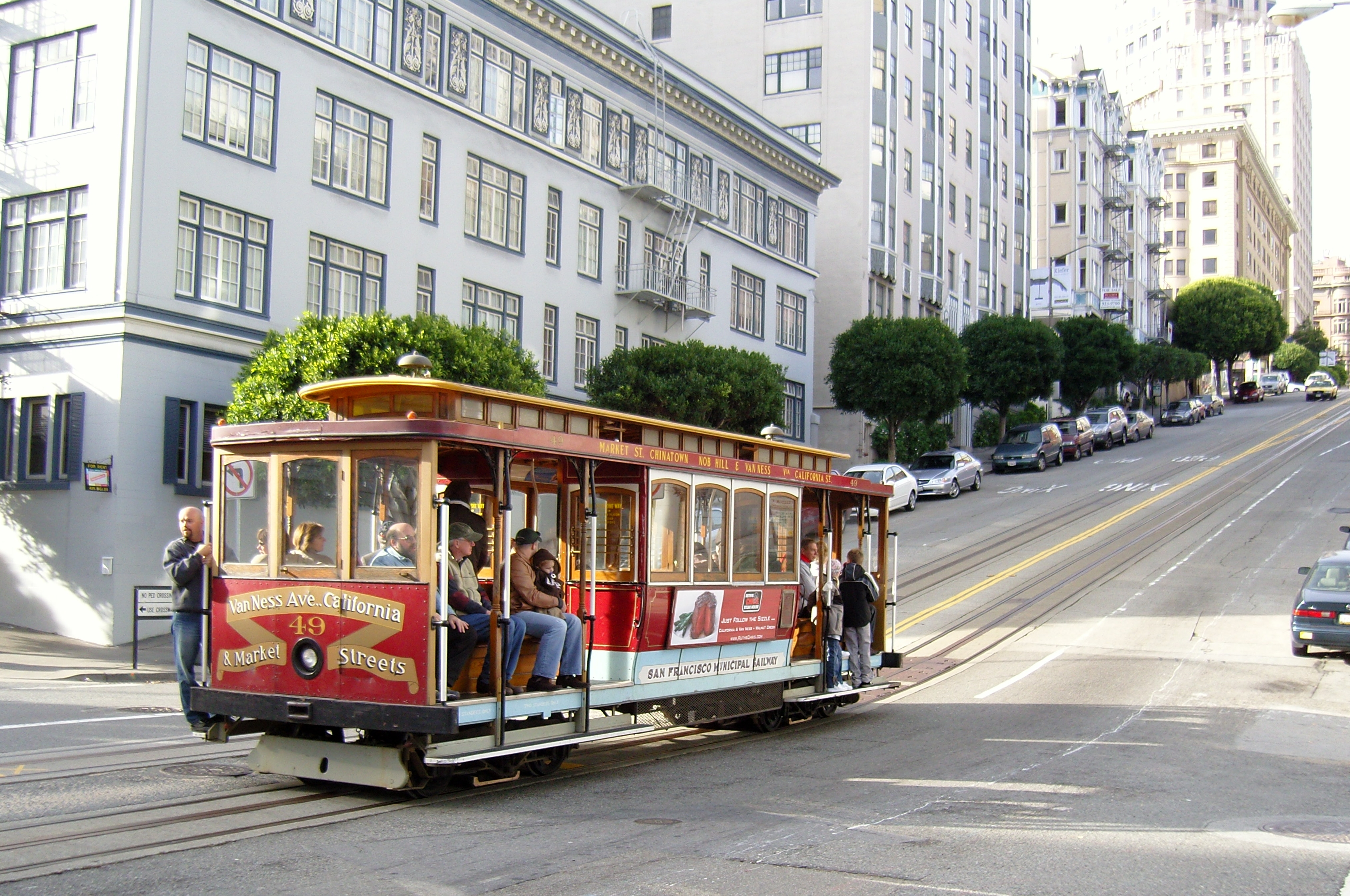
Keine Standseilbahn:
San Francisco Cable Cars

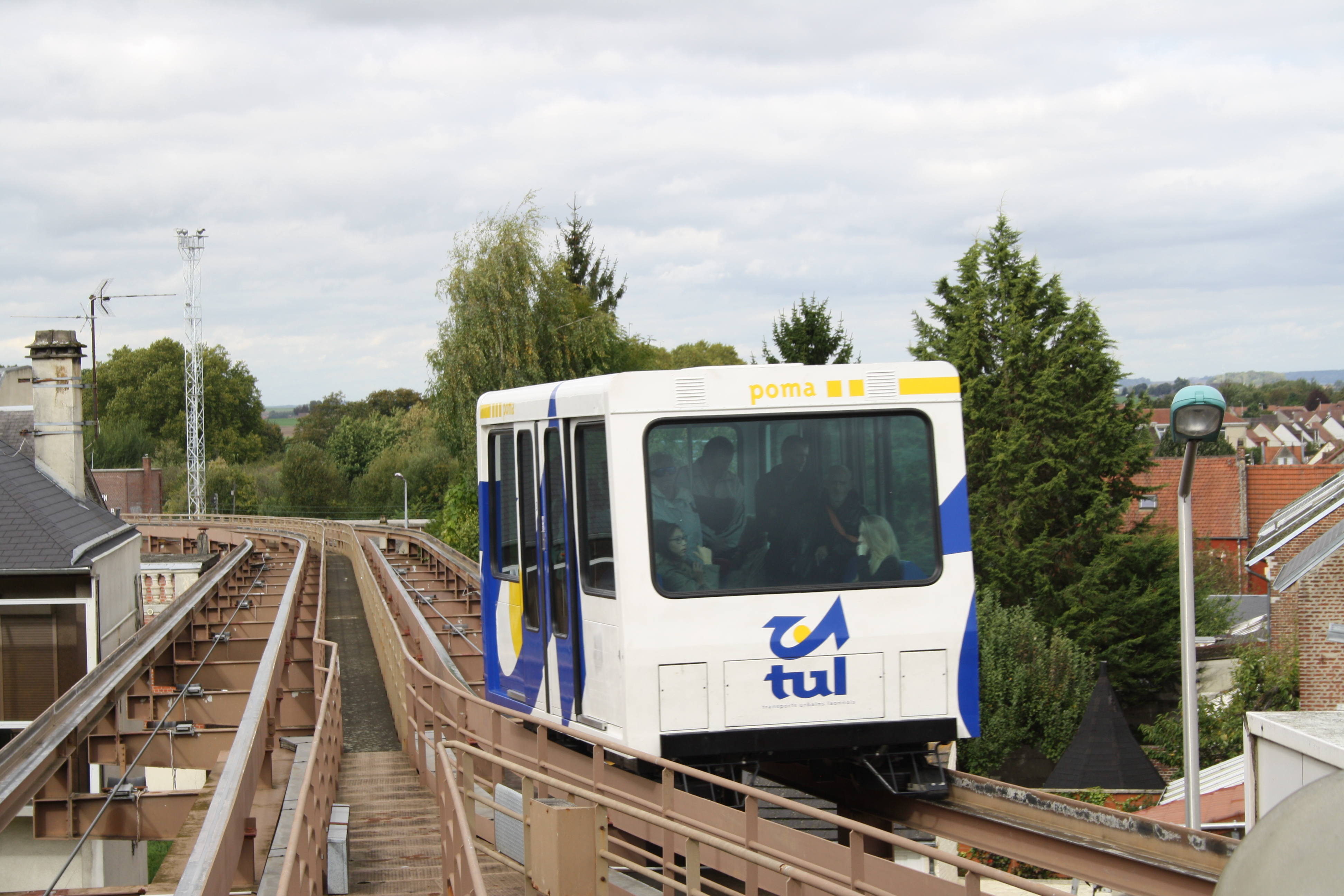
Poma 2000 in Laon, 2014

In diese Kategorie fallen sowohl historische – wie die früher weit verbreiteten Kabelstraßenbahnen oder die ursprüngliche Glasgow Subway – als auch einige moderne Systeme. Ihnen gemeinsam ist, dass ein endlos umlaufendes Seil von mehreren schienengebundenen Fahrzeugen gleichzeitig benutzt wird, wobei sich die Wagen für die Fahrt mit dem Seil verbinden.
Die Kabelstraßenbahnen, die im Straßenverkehr fahren, werden manchmal zu den Standseilbahnen gezählt. Die Anlagen waren in den Verlauf der Straßen integriert und der Betrieb erfolgte fast ausschließlich innerhalb von Städten. Die einzige noch erhaltene Anlage sind die San Francisco Cable Cars. Daher ist es ohne Belang, dass die EU-Richtlinie 2000/9/EG des Europäischen Parlamentes und Rates vom 20. März 2000 für Seilbahnen für den Personenverkehr nicht für „seilbetriebene Straßenbahnen herkömmlicher Bauart“ gilt.
Bei der mit Seilen angetriebenen Luftkissenschwebebahn Skymetro am Flughafen Zürich sind die Wagen ebenfalls betrieblich nicht fest mit den Seilen verbunden und können mehrere Seilschleifen benutzen.
Das Mini-Metro-System mit kuppelbaren Wagen, umlaufendem Zugseil und Drehscheibe zur Richtungsänderung und das Cable Liner Shuttle-System mit fixgeklemmten Fahrbetriebsmitteln werden als Seilbahnen im Stadtverkehr eingesetzt. Das Mini-Metro-System beispielsweise, um einen Großparkplatz mit der Altstadt von Perugia zu verbinden oder das Cable-Liner-Shuttle-System im Mandala Bay-Resort in Las Vegas.
Die Poma 2000 in Laon (Nordfrankreich), benannt nach dem Hersteller Pomagalski aus Voreppe bei Grenoble, wurde 1989 anstelle einer von 1899 bis 1971 betriebenen Zahnradstraßenbahn eingerichtet. Die (in der Regel drei) führerlosen Wagen wurden wie bei Kabelstraßenbahnen von in konstanter Richtung bewegten endlosen Zugseilen bewegt, von denen sie sich ab- und ankuppeln konnten. Die Wagen liefen auf luftbereiften Rädern, für die Spurführung sorgten Winkelschienen. Im August 2016 wurde der Betrieb eingestellt.

### Schiefe Seilebene
Eine weitere technisch verwandte Bahn ist die heute verschwundene Schiefe Seilebene, bei der die zu befördernden Wagen nicht fest mit dem Seil verbunden sind. In den meisten Fällen waren diese Anlagen ein Teil von größeren Eisenbahnnetzen, deren übrige Strecken im normalen Adhäsionsbetrieb befahren wurden. Meistens wies nur das mit dem Seil verbundene Fahrzeug Spezialeinrichtungen auf, während die anderen Fahrzeuge normale Eisenbahnwagen waren (siehe zum Beispiel Schienenseilbahn Paranapiacaba). Im einfachsten Fall wurde das Seil mit einer Kette direkt in den vordersten Zughaken eines bergwärts fahrenden und gleichzeitig in den hintersten Zughaken eines talwärts fahrenden Zuges eingelegt (siehe zum Beispiel Steilrampe Erkrath–Hochdahl).

## Rekorde

### Steilste Standseilbahn
Die weltweit steilste Standseilbahn ist der Schrägaufzug Katoomba Scenic Railway bei Katoomba in Australien mit einer Steigung von 128 Prozent, was einem Neigungswinkel von 52,0° entspricht. Die Standseilbahn Schwyz–Stoos in der Schweiz ist mit einer Steigung von 110 % die steilste Standseilbahn mit zwei Kabinen. Sie überwindet pro 100 m in waagerechter Richtung eine Höhe von 110 m, was einem Neigungswinkel von 48,0° entspricht. Der steilste Schrägaufzug Europas ist die Gelmerbahn am Grimselpass in der Schweiz. Sie überwindet eine Steigung von 106 Prozent, was einem Neigungswinkel von 46,7° entspricht. Eine weitere steile Bahn ist die in der Schweiz im Kanton Wallis gelegene Anlage, die zum Parc d’Attractions du Châtelard gehört. Diese für den öffentlichen Personenverkehr freigegebene Kraftwerksbahn führt von Le Châtelard zum Wasserschloss der Kraftwerke Châtelard-Barberine. Die Bahn weist eine Steigung von 87 % auf, was einem Neigungswinkel von 41,0° entspricht. Sie war bis zur Eröffnung der neuen Bahn auf den Stoos die steilste Standseilbahn mit zwei Wagen.

### Längste Standseilbahn
Die längste in Betrieb stehende Bahn ist die Stollenbahn Gletscherexpress der Mölltaler Gletscherbahnen mit 4827 m Länge.
Eine der längsten Standseilbahnen Europas war die Gletscherbahn Kaprun 2 mit 3900 m Länge. Die Anlage wurde nach der Brandkatastrophe vom 11. November 2000, bei der 155 Personen durch Rauchvergiftung den Tod fanden, stillgelegt und abgebaut.
Weitere lange Bahnen sind die Standseilbahn Sierre-Montana-Crans mit 4191 m Länge, der Gletscherexpress zum Pitztaler Gletscher mit 3786 m Länge, der Arc-en-ciel von Bourg-Saint-Maurice nach Les Arcs mit 2850 m Länge, die Standseilbahn Seefeld-Rosshütte mit 2469 m, die Raschötzer Bahn in St. Ulrich in Gröden mit 2402 m und die Mendelbahn bei Bozen mit 2374 m Betriebslänge in einer Sektion.

### Kürzeste und kleinste Standseilbahn
Die weltweit wohl kürzeste Standseilbahn war von 1929 bis 2007 der nur 31 m lange Saint-Nicholas Cliff Lift in Scarborough, England. Der 1995 eröffnete Schrägaufzug Panoramic 1 in der französischen Stadt Langres ist sogar nur 30 m lang.
Die kürzeste Standseilbahn Italiens ist die Ferata Gran Risa in Stern im Gadertal (Südtirol, Italien) mit nur 66,7 m Länge und einem Höhenunterschied von 21,77 m, erbaut 1997.
Die kürzeste Standseilbahn in der Schweiz ist am Flughafen Zürich und führt über 74 m vom circle zum butzenbühel. Seit 2020 können Besucher die Bahn kostenlos benutzen.

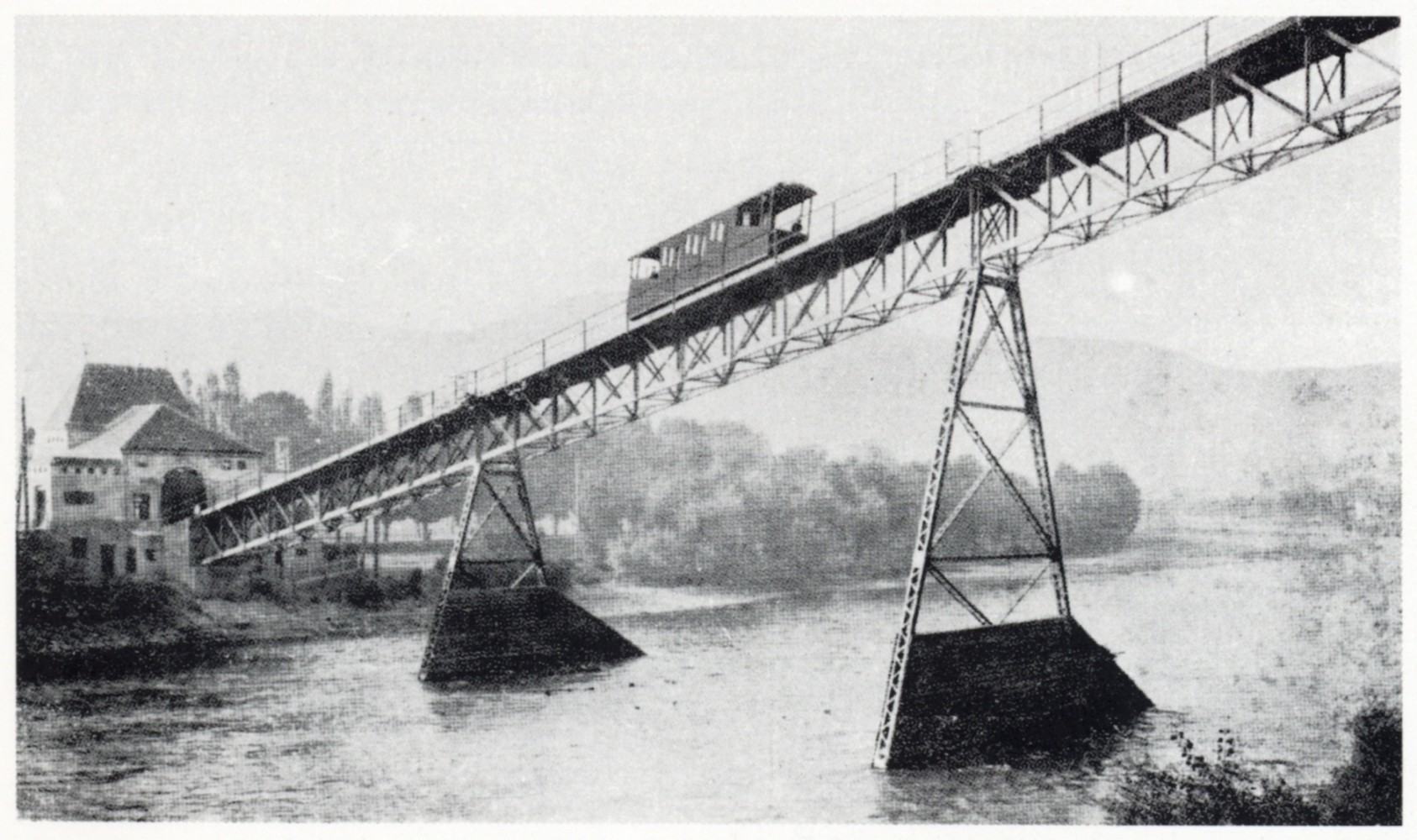
Die Hungerburgbahn bei Innsbruck in Tirol
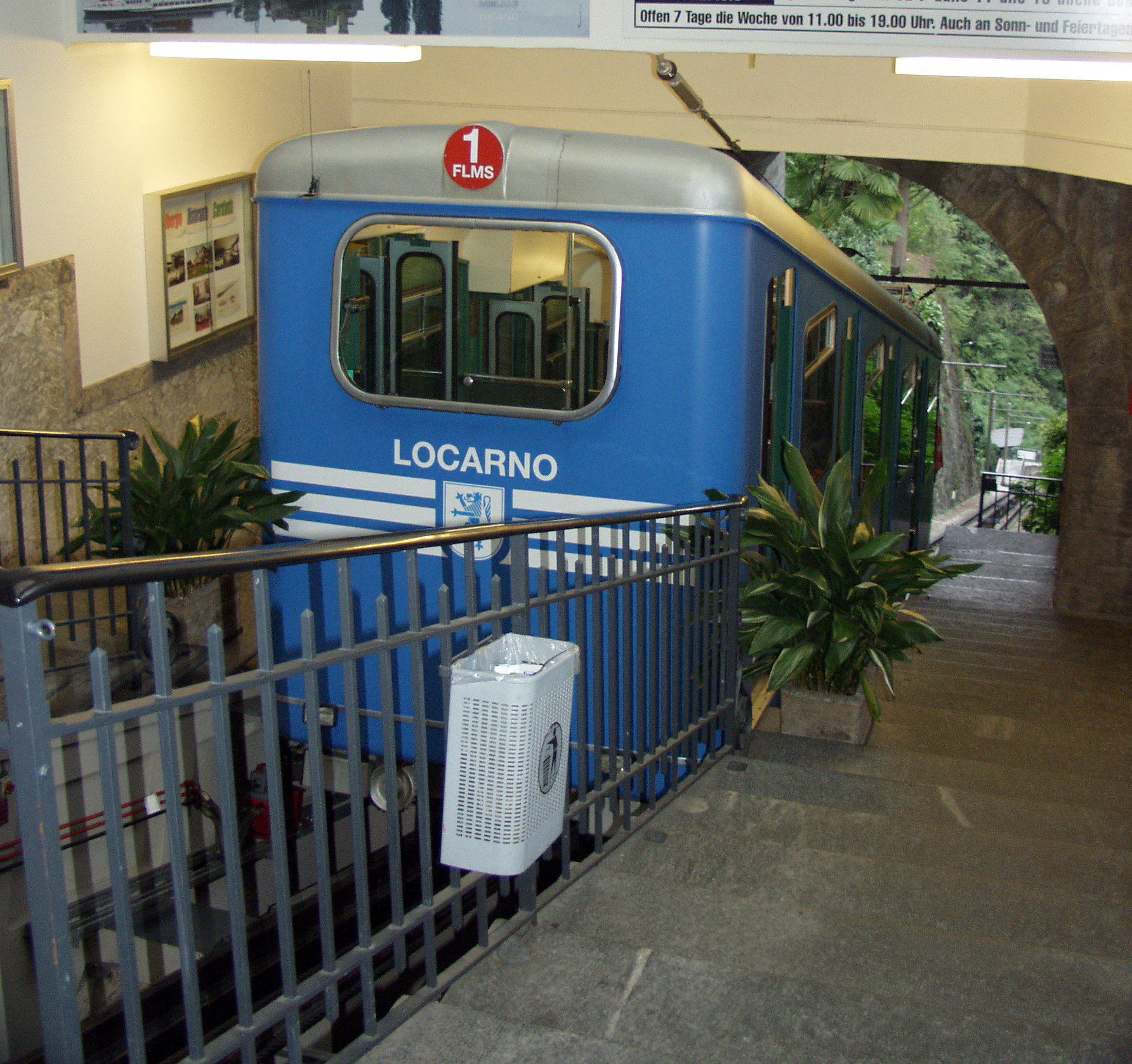
Standseilbahn Locarno – Madonna del Sasso
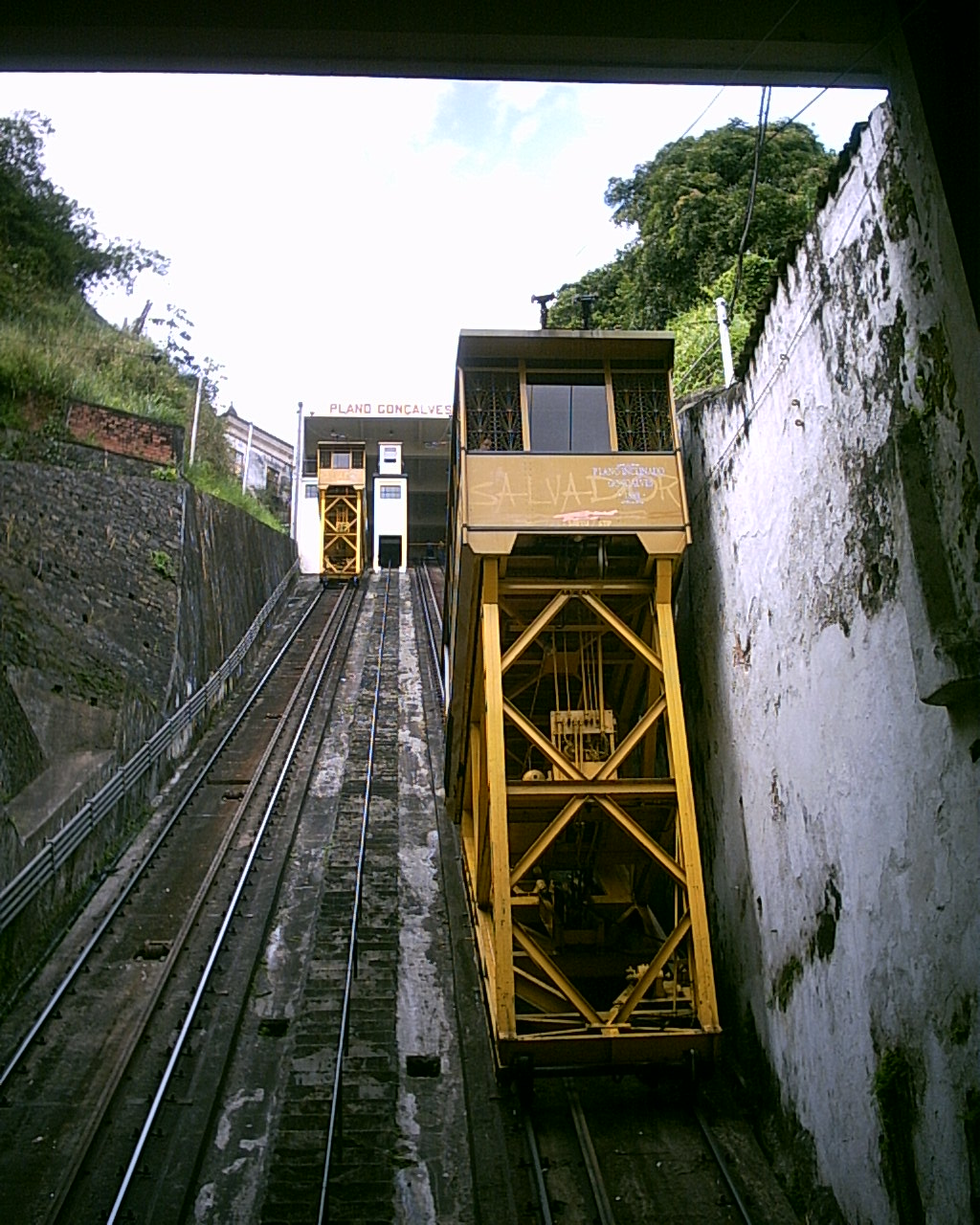
Der Plano Inclinado Gonçalves in Salvador da Bahia
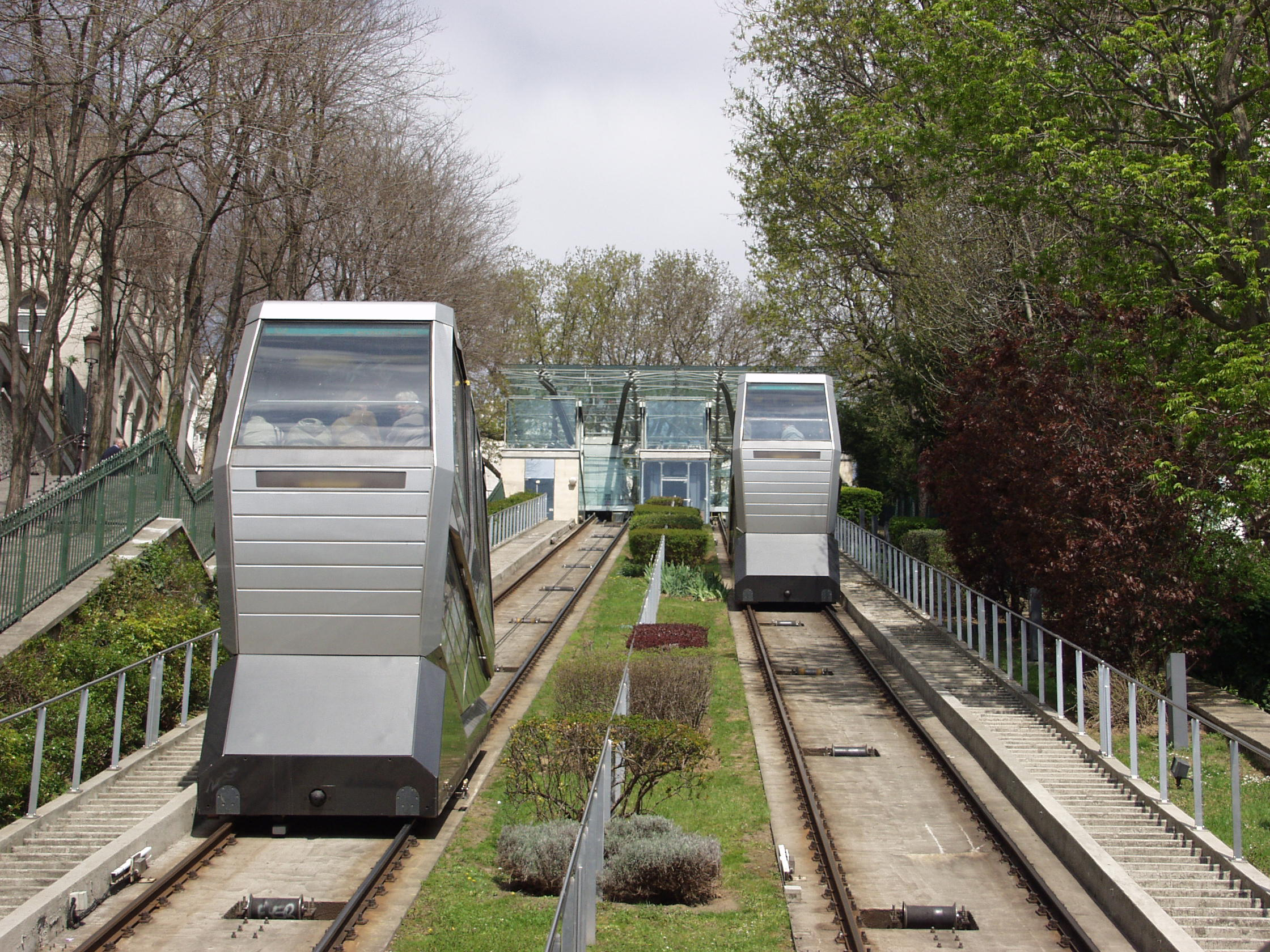
Funiculaire de Montmartre, Paris. Zwei nebeneinander liegende Schrägaufzugsanlagen.
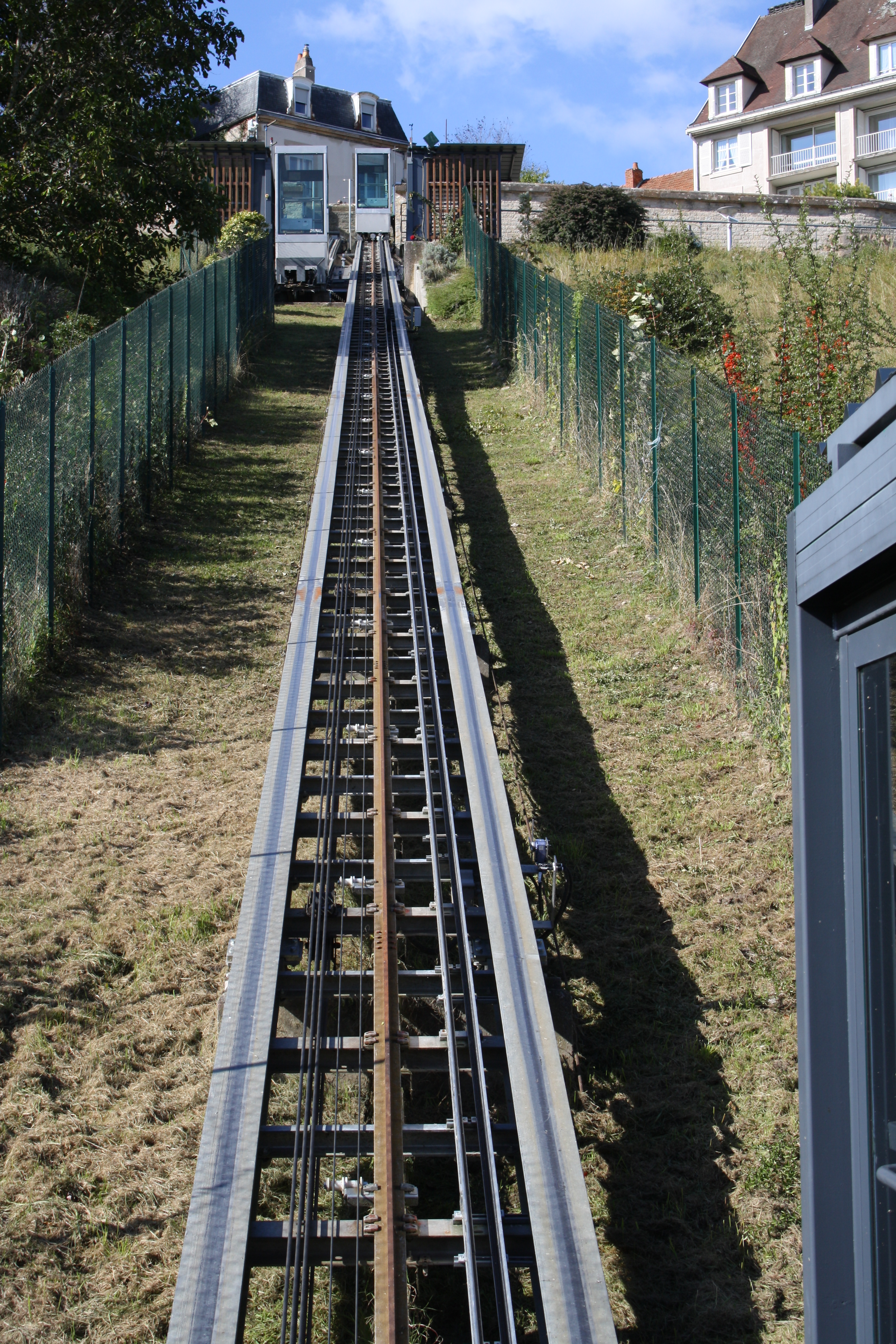
Schrägaufzug Panoramic 2 in Langres, oben links der 30 m lange Panoramic 1 in dessen Talstation
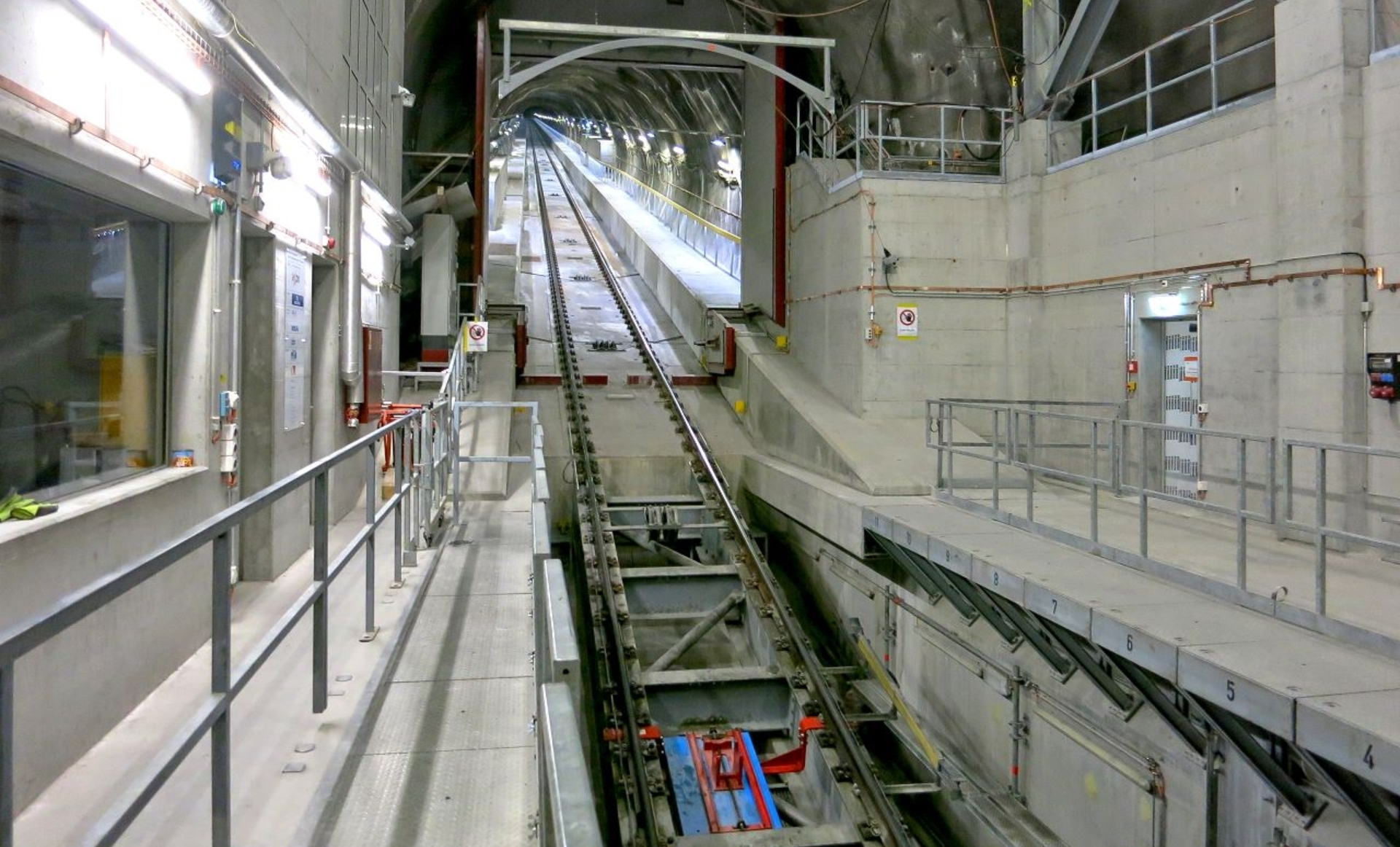
Die Standseilbahn des Kraftwerkes Linth-Limmern, mit 215 t Kapazität